# Liste der Kulturdenkmale in Pölbitz
Die Liste der Kulturdenkmale in Pölbitz enthält die in der amtlichen Denkmalliste des Landesamtes für Denkmalpflege Sachsen ausgewiesenen Kulturdenkmale im Zwickauer Ortsteil Pölbitz.

## Legende
- Bild: Bild des Kulturdenkmals, ggf. zusätzlich mit einem Link zu weiteren Fotos des Kulturdenkmals im Medienarchiv Wikimedia Commons. Wenn man auf das Kamerasymbol klickt, können Fotos zu Kulturdenkmalen aus dieser Liste hochgeladen werden:
- Bezeichnung: Denkmalgeschützte Objekte und ggf. Bauwerksname des Kulturdenkmals
- Lage: Straßenname und Hausnummer oder Flurstücknummer des Kulturdenkmals. Die Grundsortierung der Liste erfolgt nach dieser Adresse. Der Link (Karte) führt zu verschiedenen Kartendiensten mit der Position des Kulturdenkmals. Fehlt dieser Link, wurden die Koordinaten noch nicht eingetragen. Sind diese bekannt, können sie über ein Tool mit einer Kartenansicht einfach nachgetragen werden. In dieser Kartenansicht sind Kulturdenkmale ohne Koordinaten mit einem roten bzw. orangen Marker dargestellt und können durch Verschieben auf die richtige Position in der Karte mit Koordinaten versehen werden. Kulturdenkmale ohne Bild sind an einem blauen bzw. roten Marker erkennbar.
- Datierung: Baubeginn, Fertigstellung, Datum der Erstnennung oder grobe zeitliche Einordnung entsprechend des Eintrags in der sächsischen Denkmaldatenbank
- Beschreibung: Kurzcharakteristik des Kulturdenkmals entsprechend des Eintrags in der sächsischen Denkmaldatenbank, ggf. ergänzt durch die dort nur selten veröffentlichten Erfassungstexte oder zusätzliche Informationen
- ID: Vom Landesamt für Denkmalpflege Sachsen vergebene, das Kulturdenkmal eindeutig identifizierende Objekt-Nummer. Der Link führt zum PDF-Denkmaldokument des Landesamtes für Denkmalpflege Sachsen. Bei ehemaligen Kulturdenkmalen können die Objektnummern unbekannt sein und deshalb fehlen bzw. die Links von aus der Datenbank entfernten Objektnummern ins Leere führen. Ein ggf. vorhandenes Icon  führt zu den Angaben des Kulturdenkmals bei Wikidata.

## Pölbitz
| Bild                                    | Bezeichnung | Lage | Datierung                                    | Beschreibung | ID       |
| --------------------------------------- | --- | --- | -------------------------------------------- | --- | -------- |
| Direkt Bild zu diesem Denkmal hochladen | Eisenbahnbrücke über die Zwickauer Mulde | (Karte) | 1925                                         | Ursprünglich zum Anschlussgleis des Zellstoffwerkes Crossen gehörig, konstruktiv bemerkenswerte und seltene Kombination einer Stahlfachwerk- und Betonträgerbrücke von baugeschichtlicher, verkehrsgeschichtlicher und stadtgeschichtlicher Bedeutung. Der erste größere Industriestandort im Norden der Stadt Zwickau entwickelte sich aus mehreren, aus dem Mühlenbetrieb Carl Friedrich Leonhardts hervorgegangenen, von dessen Schwiegersohn Christian Gottlieb Leonhardt gegründeten Holz-, Zellstoff- und Papierfabriken an der Zwickauer Mulde bei Crossen. Letzterer finanzierte nicht nur ein 1887 errichtetes, schmalspuriges Anschlussgleis zur Schmalspurbahn Mosel–Ortmannsdorf (Mülsengrundbahn) mit Anschlussstelle am Bahnhof Mosel, sondern trieb ab 1889 auch maßgeblich die Planung einer regelspurigen Industriebahn von Zwickau über Crossen nach Mosel voran. Für den Bau dieser Regelspurstrecke 1892–1893 bezog man die Trasse der bereits bestehenden, parallel zur Hauptbahn Dresden–Werdau verlaufenden Schmalspurbahn in großen Teilen mit ein. Die neue Eisenbahnstrecke Zwickau–Crossen–Mosel wurde zu einem wichtigen Motor der Industrialisierung im Norden der Stadt Zwickau und erhielt rasch mehrere Anschlussgleise zu streckennahen Betrieben, darunter auch zu den Horch- und Audiwerken. Die Papier- und Zellulosefabrik (ab 1895 bestehend aus den zwei Unternehmen C. F. Leonhardt sowie C. F. Leonhardt Söhne) blieb jedoch bis 1945 Hauptnutzer der Eisenbahnstrecke. Nachdem bereits das nördliche Werksgelände an die Industriebahn angeschlossen war, wurde daher um 1925 auch vom südlichen Werksgelände, der Zellstofffabrik, ein eigener Gleisanschluss zum Übergabebahnhof Crossen geschaffen. Hierzu war es erforderlich, ein über 100 m langes Brückenbauwerk über die Zwickauer Mulde aus einem mehrfeldrigen Betonträger über der Flutrinne sowie einem 40 m langen Eisenfachwerkträger über der Flussöffnung zu errichten. Mit der Übernahme des nördlichen Werksgeländes (der nach dem Zweiten Weltkrieg demontierten Papierfabrik) durch die SAG Wismut 1950 und der Errichtung einer Uranerzwäsche bis 1952 (bezeichnet als „Fabrik 38“, ab 1968 als „Objekt 101“) verstärkte sich der Güterverkehr aufgrund des regen Uranerztransports auf der Strecke wesentlich. Nach 1989 verminderte sich die Streckenauslastung jedoch als Folge der Einstellungen der meisten Betriebe entlang der Strecke wieder, so dass 1999 ein Teilabschnitt stillgelegt wurde (der verbliebene und zwischenzeitlich sanierte Teil der Eisenbahnstrecke wird heute noch als Nebengleis vom Bahnhof Mosel aus bedient) und ein Rückbau verschiedener Hoch- und Ingenieurbauten erfolgte. Die Zellstoffbrücke, die zum südlichen, nunmehr dem VEB Zellstoff- und Papierfabrik Crossen zugehörigen Werksgelände führte, blieb allerdings bestehen und dient inzwischen nach einer Teilsanierung um 2010 als Fußgängerbrücke. Sie ist nicht nur ein letztes Zeugnis des Produktionsstandortes der einst weltweit führenden Papier- und Zellulosefabrik Christian Gottlieb Leonhardts und seiner Söhne, sondern auch als Teil der die Industrialisierung des Zwickauer Nordens stark befördernden Eisenbahnstrecke Zwickau–Crossen–Mosel von wirtschafts- und stadtgeschichtlicher Bedeutung. Aufgrund ihrer Bauausführung als kombinierte Brücke aus Betonträgern und Fachwerkträger ist die Zellstoffbrücke zudem baukonstruktionsgeschichtlich von großer Bedeutung und von Seltenheitswert. (LfD/2014) Eisenbahnbrücke: erbaut 1925, bestehend aus mehrfeldrigem Betonträger auf fünf Betonpfeilern über die Flutrinne sowie Stahlfachwerkträger über Flussöffnung der Zwickauer Mulde, Länge 110 m, unten liegende Fahrbahn mit zwei Regelspurgleisen und einem Schmalspurgleis (Feldbahn mit Spurweite von 6000 m auf dem Werksgelände zum Holz- und Kalksteintransport – der Kalkstein wurde im 2008 abgebrochenen Säureturm mit Wasser berieselt und von Schwefeldioxid umströmt, die entstehende Calciumbisulfitsäure diente zum chemischen Aufschluss von Holz zwecks Herauslösung des für die Papierherstellung benötigten (Sulfit-)Zellstoffes = Sulfitverfahren), Teilsanierung um 2010, als Fußgängerbrücke nachgenutzt. Betonträger über Flutrinne: vermutlich aus Stahlbeton, Träger mit variabler Balkenhöhe und geradlinigen Vouten sowie kräftiger Betonbrüstung, auf fünf Betonpfeilern gelagert, davon ein Trennpfeiler zum anschließenden Stahlfachwerkträger. Stahlfachwerkträger über Flussöffnung: genietet, Trapezträger (starkes Strebenfachwerk mit Pfosten, aufgrund der Konstruktion als schiefe Brücke sind die Träger in Längsrichtung versetzt gelagert) mit überwiegend fachwerkartig ausgebildeten Querträgern sowie leichtem Windverband zwischen den Obergurten, aufgrund der Breite der Konstruktion zusätzlicher Längsträger mittig zwischen den Obergurten, starke Querträger sowie Windverband unter der Fahrbahn zwischen den Untergurten, vmtl. mehrere Längsträger zur Aufnahme der Gleise, weitere Aussteifung mittels Dreiecksblechen zwischen Pfosten und Querträgern. Trennpfeiler zwischen Betonträger und Stahlfachwerkträger stärker ausgebildet und in Brüstung eingebunden. Eisenbahnstrecke Zwickau–Crossen–Mosel (Streckenkürzel ZCM), sächs. Nebenbahn/Industriebahn: Hervorgegangen aus einem von der Papier- und Zellstofffabrik C. F. Leonhardt finanzierten, schmalspurigen Anschlussgleis zur Schmalspurbahn Mosel–Ortmannsdorf (Mülsengrundbahn), Anschlussstelle am Bahnhof Mosel, Baujahr 1887, Nutzung der Trasse beim Bau einer regelspurigen Eisenbahnstrecke von Zwickau über Crossen nach Mosel 1892–1893, Projektierung vorangetrieben von Papier- und Zellstofffabrikant Christian Gottlieb Leonhardt, Eisenbahnstrecke Zwickau–Crossen–Mosel wichtiger Impulsgeber für die weitere Industrialisierung der Region nördlich von Zwickau, Papier- und Zellulosefabrik bis 1945 Hauptnutzer mit zwei eigenen Anschlussstellen, 1950 Ansiedelung der SAG Wismut an der Strecke (Uranerz-Aufbereitungsbetrieb Crossen), in Folge hohes Güterverkehrsaufkommen durch Uranerztransporte, 1989/1990 Einstellung der Uranerzaufbereitung, ebenso Stilllegung der meisten Betriebe entlang der Strecke, 1999 Stilllegung eines Teilabschnitts zwischen Zwickau und Crossen, Sanierung der verbliebenen Teilstrecke um 2000, weiterhin Bedienung vom Bahnhof Mosel aus als Nebengleis. | 09302597 |
| Direkt Bild zu diesem Denkmal hochladen | Mietshaus in Ecklage in geschlossener Bebauung, Teil eines Doppelmietshauses (siehe auch Franz-Mehring-Straße 66) | Alexanderstraße 11 (Karte) | bez. 1912                                    | zeittypischer Putzbau in gutem Originalzustand, von städtebaulichem Wert. Zugehörig Franz-Mehring-Straße 66, dreigeschossiges Gebäude, Putzfassade, halbrunder Eckerker vom 1. Obergeschoss bis in das Dachgeschoss reichend, markant für das Straßenbild, an der Alexanderstraße einachsiger Mittelrisalit mit Dacherker, an der Franz-Mehring-Straße zweiachsiger Seitenrisalit ebenfalls mit Dacherker, schiefergedecktes Mansarddach, Rechteckfenster mit feinversprosstem Oberlicht, dem Original nachempfunden, Hauseingang hofseitig, figürliche und florale Putz-Stuck-Dekorationen, bezeichnet 1912 und E.R. vermutlich Ernst Rascher für den Bauherren, Sanierung 1997. | 09230023 |
| Direkt Bild zu diesem Denkmal hochladen | Mietshaus in Ecklage in geschlossener Bebauung, Teil eines Doppelmietshauses (siehe auch Franz-Mehring-Straße 68) sowie Vorgarten | Alexanderstraße 12 (Karte) | 1929                                         | traditioneller Putzbau in gutem Originalzustand, von städtebaulichem und baugeschichtlichem Wert. Zugehörig Franz-Mehring-Straße 68, viergeschossiges Gebäude mit schiefergedecktem Satteldach, Putzbau, Sockelbereich mit Klinkern verkleidet, verschiedenfarbige Putzflächen u. a. Porphyrfarben, grünlich und ocker, die Fenster in den Obergeschossen zum Teil porphyrfarbig eingerahmt, im Erdgeschoss grüne Rahmung, typischer Edelputz aus den 1920er/30er-Jahren, ursprünglich mit Laden, gestufter Giebel mit mittig angeordnetem, einachsigen Rechteckerker vom 1. bis 3. Obergeschoss reichend, Türen und Fenster noch fast vollständig im Original vorhanden, Bleiglasfenster im Treppenhaus, originale Holzbalkone und Loggien an der Rückseite, Fensterbankgesims aus Ziegeln im 3. Obergeschoss, sehr einfach aber traditionelles Beispiel dieser Bauzeit, errichtet mit Hilfe eines Wohnungsbaudarlehns (Mietzinssteuer). | 09231815 |
| Direkt Bild zu diesem Denkmal hochladen | Wohnstallhaus, Seitengebäude, Scheune und Toranlage sowie Hofpflasterung eines Dreiseithofes | Angerstraße 15 (Karte) | 2. Hälfte 18. Jh. (Wohnstallhaus)            | geschlossen erhaltener Bauernhof mit Wohn- und Wirtschaftsgebäuden in Fachwerkbauweise in sehr gutem Originalzustand, von baugeschichtlicher, sozialgeschichtlicher und stadtgeschichtlicher Bedeutung. Wohnstallhaus: Erdgeschoss massiv, vermutlich unterfahren, Obergeschoss Fachwerk, zahlreiche Streben, alle Holzverbindungen gezapft, Fenster in der Anordnung und vermutlich ursprünglichen Größe weitgehend erhalten, Satteldach, vermutlich liegender Dachstuhl. Toranlage: Kunstvoll gestaltet, mit Holzpfeilern, Biberschwanzdeckung der Überdachung und Schnitzwerk, großes Holztor und Pforte. Eine der wenigen erhaltenen Toranlagen in Zwickau. Bauzeit vermutlich um 1900. Seitengebäude: ehemals Stall, Fachwerk komplett im Erdgeschoss und im Obergeschoss erhalten, zahlreiche Streben, Satteldach, vermutlich um 1800. Scheune: eingeschossig, Fachwerkbau, steiles Satteldach. Denkmalwert: baugeschichtlicher, stadtgeschichtlicher und sozialgeschichtlicher Wert. Einer der letzten, noch vollständig erhaltenen Bauernhöfe Zwickaus. Vorgarten, gepflasterter Hof erhalten | 09230028 |
| Direkt Bild zu diesem Denkmal hochladen | Wohnstallhaus eines Bauernhofes | Angerstraße 32 (Karte) | um 1800 (Wohnstallhaus)                      | traditioneller Fachwerkbau von sozialgeschichtlicher und ortsgeschichtlicher Bedeutung. Traufständig zur Straße stehend, Erdgeschoss massiv, nahezu unverändert, Fachwerkobergeschoss verschiefert mit Schieferverkleidung (Spitzwinkelschablonendeckung), Satteldach leicht geschweift. | 09230032 |
| Weitere Bilder                          | Villa mit Einfriedung | Audistraße 3 (Karte) | 1902                                         | architektonisch anspruchsvoller Putzbau mit reichen Putz-Stuck-Dekorationen und Zierfachwerk, von baukünstlerischem Wert. Schmiedeeiserner Zaun mit Blattdekorationen, Putzbau zweigeschossig mit Erker im Erdgeschoss (ursprünglich offene Veranda), darüber Balkon mit Balustrade, Turm auf kreisförmigem Grundriss mit Putz-Stuck-Dekoration – Rebstock und Zierfachwerk, Drempel und Giebeldreiecke ebenfalls mit Zierfachwerk unter anderem mit Ständern und geschweiften Streben, Krüppelwalm- bzw. Satteldächer, Fenster dem Original nachgebildet mit gesprossten Oberlichtern, Fensterumrahmungen an der Süd- und Ostseite mit Jugendstildekorationen und Rosen, an der Nordseite halbrunder Eingangsvorbau mit aufgesetzter Laterne, dort kleine Bleiglasfenster, Bauherr: ehemaliger Weinhändler, Toreinfahrt und Pforte der Einfriedung verändert, im Inneren guter Originalbestand u. a. alle Türen, hölzernes Treppengeländer, Wandvertäfelung mit eingearbeiteter Sitzbank sowie mehrere Stuckdecken, davon eine als Holzimitationsdecke mit Bierlasur. | 09230998 |
| Direkt Bild zu diesem Denkmal hochladen | Fahrzeuge und Motoren aus der Sammlung des Automobilmuseums | Audistraße 7 |                                              | | 09231686 |
| Direkt Bild zu diesem Denkmal hochladen | Kontorgebäude, Werkstattgebäude, zweiter Maschinensaal/Produktionshalle, Pförtnergebäude, Firmenvilla und Einfriedung (Audistraße 7), Montagehalle (sog. Siemenshalle) (Audistraße 9), Produktionshallen (drei Hallen), Verwaltungsgebäude (Auditum/Verwaltungsturm), DKW-Band, Audiwerksneubau und Brückenbauwerk (Horchstraße 2) | Audistraße 7; 9 (Karte) | 1912–1913 (drei Fabrikhallen)                | geschlossen erhaltenes und einzigartiges Ensemble der Audi Automobil-Werke m.b.H., ab 1915 Audi Werke AG Zwickau danach Auto Union AG Werk Audi, später VEB Sachsenring Werk II, heute August Horch Museum Zwickau, von baugeschichtlicher, ortsgeschichtlicher, technikgeschichtlicher und personengeschichtlicher Bedeutung. Audistraße 7: Kontorgebäude: 1898, dreigeschossig, 8 × 2 Achsen, vierachsiger Mittelrisalit, Flachdachbinder, rote Klinkerfassade mit gelben Lisenen, Sturzbögen und Fensterbankgesimsen, Kranzgesims aus roten und gelben Klinkern als Zahnschnittfries ausgebildet, straßenseitig Attika, ursprünglich als Werbeträger genutzt, schmiedeeiserne Ziermaueranker, Segmentbogenfenster, vorbildgerecht erneuert, Eingangstür ebenso, im Bereich Mittelrisalit Erdgeschoss zwei große Fenster mit Stahlträgersturz, im Inneren Ausstattungen aus der Erbauungszeit erhalten, so z. B. zweiflügelige Windfangtür mit Schwingflügeln, feinversprossten Glaseinsätzen, feinversprossten großen Oberlichtbereich und ebensolchen fest stehenden Seitenteilen, Granittreppe mit Holzgeländer, originaler Fliesenboden im Hausflur, im Erdgeschoss historisches Audi-Sekretariat komplettiert durch geborgene Teile des Horch-Sekretariates aus dem abgebrochenen Verwaltungsgebäude in der Crimmitschauer Straße, im Obergeschoss ehemaliges Prokuristenzimmer mit Stuckkassettendecke, Holzpaneelen, Parkettboden, Originaltüren und Farbbefunden an Wand und Decke, Gebäude ursprünglich errichtet für den Holzwarenfabrikanten Robert Adolf Walther, 1909 von August Horch erworben um nach dem Weggang von den Horch-Werken eine neue Automobilfirma zu gründen, Werkstattgebäude: 1898, über die ganze Breite an der westlichen Traufseite an das Kontorgebäude anschließend, zweigeschossig, voll unterkellert, hallenartiger Stütze/Riegel/Bau, ansonsten gleiche Gestaltung wie Kontorgebäude, zweiter Maschinensaal/Produktionshalle: 1910, in nördlicher Richtung über die gesamte Breite an das Kontorgebäude und das Werkstattgebäude angebaut, Stahlbetonskelettbau mit roter Klinkerverkleidung, Grundfläche ca. 43 m × 35 m, Stützenraster ca. 7 m × 7 m, hochrechteckige feinversprosste Metallfenster, Flachdach mit sechs Oberlichtbändern, Villa: 1911, eingeschossiger Putzbau mit ausgebautem Dachgeschoss, verschiedene Fensterformate, Rechteck- und Korbbogenfenster, z. T aufgearbeitet z. T. vorbildgerecht erneuert, teilweise auch mit Bleiverglasung, Mansarddach mit Schopf, Biberschwanzdoppeldeckung, straßenseitiger Balkon mit Holzgeländer, Eingang mit Überdachung, Freitreppe, eisernem Geländer und original erhaltener Hauseingangstür, diese mit Korbbogenabschluss und kleinem Glasausschnitt, als Firmenvilla ohne die sonst üblichen Besonderheiten einer Fabrikantenvilla dieser Zeit, da die Wirtschaftlichkeit oberste Priorität besaß, von personengeschichtlicher Bedeutung als Wohnhaus von August Horch, das er bis 1927 mit seiner Familie bewohnte, Einfriedung identisch mit der der Fabrikanlage (Terrazzosäulen und schmiedeeiserne Zaunfelder in später Jugendstilgestaltung), im Inneren vielfältige Ausstattung aus der Bauzeit erhalten, so z. B. Innentüren mit Beschlägen, Holztreppe mit Geländer, Wandvertäfelungen, Holzbalkendecken mit Einschüben, schablonierte Wandmalereien, Heizkörperverkleidungen, Wandfliesen mit Borte, Pförtnergebäude: 1924, eingeschossig, über quadratischem Grundriss, Ziegelrohbaufassade, flach geneigtes Zeltdach mit mittigem Schornstein, rechte Achse als überdachter Durchgang ausgebildet, Sanierung des gesamten Ensembles 2003/2004. Audistraße 9: Montagehalle (sogn. Siemenshalle): 1938–1939, im rechten Winkel mittig in östlicher Richtung an das Bauwerk DKW-Band angebaut, errichtet zur Herstellung von Exportfahrzeugen mit besonderen Anforderungen, bedingt durch die Kriegsvorbereitungen unter der Maßgabe größtmöglicher Eisenersparnis als dennoch anspruchsvoller Sparbau errichtet, zweigeschossig, voll unterkellert, Grundfläche 114 m × 26 m, frei tragendes Satteldach als Nagelbrettbinderkonstruktion, Kellergeschoss und Erdgeschoss Stahlbetonskelettbau, Obergeschoss Mauerwerk, Klinkerfassaden im Kreuzverband, große quadratische Fensteröffnungen, Fenster nicht vorbildgerecht erneuert, senkrechte Fensterbänder in den Treppenhäusern. Horchstraße 2: Hallenkomplex der ersten Erweiterung (drei Hallen): 1912–1913, Komplex von zwei größeren und einer kleineren Halle, eingeschossiger Massivbau mit Stahlstützen, voll unterkellert, Klinkerfassaden, Flachdächer mit Oberlichtbändern, große Rechteckfenster mit Feinversprossung, typisch dem Industriebau verpflichtet, Audi-Werksneubau: 1923–1924, riegelartiger Bau entlang der heutigen Hochstraße, den Hallen aus der ersten Erweiterung vorgelagert, eingeschossig, Fenster hochrechteckig mit Feinversprossung, zu Gruppen zusammengefasst, Flachdach mit Oberlichtbändern, 1935–1936 (?), mittig angeordnet markanter dreigeschossiger Verwaltungsturm, um drei Achsen aus dem Hallenriegel hervorstehend, 6 × 5 Achsen, aufwändig gestaltete Klinkerfassaden mit Lisenengliederung, Kranzgesims und großen, flach geneigten Dreiecksgiebeln in klarer kubischer Formensprache, Flächen in unterschiedlichen Zierverbänden ausgeführt, Flachdach, Fenster hochrechteckig und feinversprosst, nach oben hin kleiner werdend, DKW-Band: 1935–1936, Verlängerung des Hallenriegels in nördlicher Richtung zum Ausbau des Werkes für die Fließbandfertigung, Gestaltung den bestehenden Gebäuden angepasst, Brückenbauwerk: 1938–1939, im Zusammenhang mit der Montagehalle als unmittelbare Verbindung dieser mit den Hallen der ersten Erweiterung errichtet, Stahlbetonbrückenkonstruktion mit ursprünglich zwei Durchfahrtsbögen, geschlossener massiver Überbau mit Klinkerverkleidung zur witterungsunabhängigen Überführung von Neufahrzeugen im Obergeschoss von einer Halle in die andere, waagerechte Fensterbänder in typischer Industrieverglasung: | 09231611 |
| Weitere Bilder                          | Ehemalige Bobinetweberei (roter Klinkerbau) mit funktionstüchtiger Maschinenausstattung: sieben Bobinet-Webstühle (Fa. W. Hooton-Maker, Nottingham), drei Bobinetwebstühle (Typ Jardine), zehn Jaquardvorsätze, drei Spulmaschinen, drei Wickelmaschinen und zwei Trockenöfen sowie Produktionsgebäude der ehemaligen Spitzenweberei »R. Kant KG« und Schornstein (35 m hoch) | Audistraße 8 (Karte) | 1909                                         | Anlage von technikgeschichtlicher Bedeutung. Bei den Bobinetwebstühlen einschließlich der Jaquardmaschinen handelt es sich um noch funktionstüchtige Webmaschinen englischer Bauart aus den Jahren 1886 und folgende zur Herstellung von Webspitze. Nach der industriellen Revolution in England und der damit verbundenen Mechanisierung der Textilindustrie wurde die mechanische Spitzenherstellung, neben der Gardinenweberei zunehmend auch in Sachsen zu einem weiteren Haupterwerbszweig der sächsischen, vor allem aber der vogtländischen Bekleidungsindustrie. Nach der Hochblüte der Stickereispitze im Plauener Revier konnte der für die damalige Zeit erforderliche Bedarf an hochwertigen Kleider- und Wäschespitzen zunehmend mechanisch erfolgen. Die beeindruckende Webbreite von über 7 Metern und ca. 3200 arbeitenden Einzelbobinen brachte immense Tagesleistungen, die mit der bisherigen Form der Spitzenherstellung nicht vergleichbar waren. Einige wenige Standorte außerhalb des Vogtlandes zeugen vom gewachsenen Bedarf. Zwickau und Dresden produzierten diese Form der Webspitze mit den hier noch existierenden Webstühlen bis in die 1980er Jahre. Dies spricht nicht nur für die Beliebtheit der Erzeugnisse in Deutschland und dem Ausland, sondern dokumentiert vor allem auch die Qualitätsarbeit englischer Maschinenbauer aus dem ausgehenden vorigen Jahrhundert. Nach dem Zusammenbruch der Textilindustrie und der Stilllegung der meisten dieser Fabriken nach 1990 ist die Anlage in Zwickau die letzte komplex erhaltene Spitzenweberei mit den notwendigen Nebenmaschinen – wie Spulmaschinen, Pressen und Dämpfanlage für die Bobinen sowie einer noch vorhandenen Jaquardkarten-Herstellungsanlage – im sächsischen Raum und wahrscheinlich in ganz Deutschland. Bedeutungsvoll daran ist, dass die Anlage unverändert in ihrer Form seit 1909 besteht und bei entsprechender Restaurierung noch voll betriebsfähig sein müsste. Diese Maschinenanlage ist ein Zeugnis der Produktionsgeschichte der sächsischen und deutschen Textilindustrie aus den Anfängen der mechanisierten Textilherstellung. Gleichzeitig ist sie ein Zeugnis englischer Maschinenbaugeschichte des 19. Jahrhunderts. Damit ist ein hoher geschichtlicher und technikwissenschaftlicher Wert der Maschinenanlage gegeben. Aus der oben charakterisierten Denkmaleigenschaft folgert der besondere geschichtliche und wissenschaftliche Wert dieser Maschinenanlage, die in ihrer Gesamtheit wohl das letzte Zeugnis mechanischer Spitzenherstellung für Kleidungs- und Dekorationszwecke in Deutschland ist. Für die regionale Textilindustrie hat diese Werksanlage zudem noch einen hohen Erinnerungswert. An ihrer Erhaltung, besonders im Land Sachsen, besteht ein besonderes öffentliches Interesse. Gebäude: zweigeschossig, rote Klinkerfassaden, Flachdachbinder, ursprünglich mit Oberlichtfenstern, heute leider nicht mehr vorhanden, große Rechteckfenster mit Feinversprossung, typisch dem Industriebau verpflichtet, z. T. aufgearbeitet, z. T. vorbildgerecht erneuert, Stahlträgerfensterstürze, Fensterflächen werden durch Lisenengliederung in hochrechteckige Felder untergliedert, historische Raumstrukturen nahezu vollständig erhalten, Holzbalkendecke auf Stahlstützen und Stahlträgern, in der Decke zwischen Erdgeschoss und Obergeschoss sind begeh- und befahrbare Oberlichter integriert, Treppenhaus mit schmiedeeisernem Geländer, Verkehrsflächen teilweise mit Fikentschersteinen belegt, an der westlichen Giebelseite ehemaliges Maschinen- und Kesselhaus mit innenliegendem, 35 m hohem Schornstein, Ausstattung der beiden Räume leider nicht mehr vorhanden, Sanierung 2005, Fabrik errichtet durch die Firma Zwickauer Spitzenweberei G.m.b.H. Artzt & Hempel Geschäftsführer Kurt Hempel und Rudolf Göldner, ab 1928 Webspitzenwerke Hartenstein, Richard Kant G.m.b.H. Werk Zwickau | 09231612 |
| Direkt Bild zu diesem Denkmal hochladen | Sammlung | Audistraße 8; 18 |                                              | | 09306607 |
| Weitere Bilder                          | Ehemaliges Beamtenwohnhaus eines Gaswerkes, mit Einfriedung | Audistraße 18 (Karte) | um 1925                                      | von Heimatstil und Moderne geprägter Putzbau in sehr gutem Originalzustand, von architekturgeschichtlicher Bedeutung. Breit gelagerter Putzbau mit Klinkersockel, zweigeschossig, Fenster mit hart gebrannten Klinkern ornamental eingefasst, Eingänge ebenso, Türen bauzeitlich mit Vergitterung (Bauhauseinfluss), Fenster vorbildgerecht erneuert – zwei- bzw. dreiflügelig, sprossengeteilt, Terrassengeländer bestehend aus Eisenstäben in funktioneller Gestaltung, geschweiftes Walmdach, rückseitig markanter turmartiger Treppenhausvorbau, Einfriedung und Tor sehr schlicht gehalten in einfachen aber typischen geometrischen Formen. | 09232974 |
| Weitere Bilder                          | Meisterwohnhaus eines Gaswerkes (heute Erdgas Südsachsen) | Audistraße 22 (Karte) | 1892                                         | von ortsgeschichtlicher Bedeutung (siehe auch Audistraße 20 und 24). Zweigeschossige, rote Klinkerfassade mit Bändern in gelben und braun glasierten Klinkern, Segmentbogenfenster, leicht vorstehender Bruchsteinsockel aus Polygonmauerwerk mit Abdeckung aus braun glasierten Simssteinen, ursprünglich 3 × 4 Achsen, später 3 × 5, im Anbau gekoppelte Fenster mit Mittelüberhöhung (Sandsteingewände), Hauseingang mit Sandsteingewände und Freitreppe, ziegelgedecktes Walmdach, breites, weit ausladendes Traufgesims. | 09248122 |
| Weitere Bilder                          | Verwaltungsgebäude mit Direktorenwohnung eines Gaswerkes (heute Erdgas Südsachsen) | Audistraße 24 (Karte) | um 1890                                      | von technikgeschichtlicher und ortsgeschichtlicher Bedeutung (siehe auch Audistraße 20 und 22). Verwaltungsgebäude mit Direktorenwohnung: zweigeschossig, rote Klinkerfassade mit gelben Klinkern abgesetzt, die Gebäudeecken durch Lisenen betont, schräge Simsflächen und Fensterbänke im Erdgeschoss aus braunen glasierten Gesimssteinen, Sockel aus Polygonmauerwerk mit einfachem Sandsteingesims, 5 × 6 Achsen, Segmentbogenfenster, straßenseitig im Obergeschoss mittig Blindfenster flankiert von zwei Keramikmedaillons, an der Südseite im Obergeschoss linkes Fenster als Erker ausgebildet, dieser mit Formsteinen ornamental verziert, Hauseingang mit Freitreppe, Walmdach, breites, weit ausladendes Traufgesims, im Inneren Stahltreppe mit schmiedeeisernem Jugendstiltreppengeländer, Holztreppe mit gedrechseltem Geländer, Wohnungseingangstürelement mit geätzten Scheiben und feinversprosstem Oberlicht, Zimmertüren, Podestbeläge und Stuckdecken erhalten. Gasreinigungsgebäude: zweieinhalbgeschossig, roter Klinkerbau im Kreuzverband mit Lisenengliederung, ursprünglich 5 × 3 Achsen, später erweitert auf 10 × 3 Achsen, Traufgesims und Giebelabschluss als Zahnschnittfries in Ziegel ausgeführt, Giebel überhöht mit Sandsteinabdeckung, Segmentbogenfenster zum Teil mit Industrieverglasung, ziegelgedecktes Satteldach, Decke und Stützen (40 cm × 40 cm) im Erdgeschoss des Erweiterungsbaues aus Eisenbeton, im Altbauteil preußisches Kappengewölbe mit Gusseisenstützen, Dachkonstruktion im Anbau Stahlfachwerkbinder mit Knotenblechen geschraubt und genietet, im Altbauteil doppelt stehender Stuhl – Abbruch. Regulierungsgebäude: am Südgiebel an das Gasreinigungsgebäude anschließend, eingeschossig, 3 × 3 Achsen, ansonsten gleiche Gestaltung wie das Gasreinigungsgebäude – Abbruch. Reste der Einfriedung: entlang der Schlachthofstraße, Ziegelmauer mit Ziegelsäulen, Abbruch. | 09248123 |
| Direkt Bild zu diesem Denkmal hochladen | Promenade mit Allee | Brückenstraße (Karte) | um 1930                                      | letzter erhaltener Abschnitt der ehemals von der Zwickauer Innenstadt bis nach Pölbitz verlaufenden Muldenpromenade, von stadtgeschichtlicher und landschaftsgestaltender Bedeutung. Geschichte: 1929 Schaffung einer Promenadenanlage von der ehemaligen Waisenhausstraße bis zur Pölbitzer Muldenbrücke, Bepflanzung mit Alleebäumen und Heckenrosen, Anlegung eines Fahrradweges, zur Erinnerung an die damals in der Nähe befindlichen Tuchmacherwalkmühle erhielt sie die Bezeichnung Tuchmacherdamm, ab 1930 Verlegung und Erhöhung des linksufrigen Hochflutdammes der Mulde von der Pölbitzer Brücke abwärts bis zur nördlichen Stadtgrenze, dieser Abschnitt wurde ebenfalls mit Alleebäumen bepflanzt, wie Postkarten vom Anfang der 1930er Jahre beweisen, auf der Deichkrone angelegter Promenierweg mit Allee aus wechselständig angeordneten Winter-Linden (Tilia cordata), letzter erhaltener Abschnitt der ehemals von der Zwickauer Innenstadt bis nach Pölbitz verlaufenden Muldenpromenade. | 09305330 |
| Direkt Bild zu diesem Denkmal hochladen | Werkhalle | Crimmitschauer Straße 36g (Karte) | 1921                                         | als Werkstattgebäude für die Firma Carl Böneche – Bauklempnerei, Gas- und Wasser-Anlagen, kittlose Verglasungen – errichtet, bemerkenswerte Dachbinderkonstruktion, vor allem baugeschichtlich von Bedeutung. | 09304813 |
| Direkt Bild zu diesem Denkmal hochladen | Mietshaus in offener Bebauung | Dorotheenstraße 8 (Karte) | 1902                                         | zeittypischer aufwändig gestalteter Putzbau mit Jugendstildekor, baugeschichtlich von Bedeutung. Dreigeschossig, fünf Achsen, Putz mit Putzquaderung im Erdgeschoss, eine Art Bossenquaderung über den Fenstern, mittig angeordneter und nachträglich angebauter zweigeschossiger Erker, darüber Dacherker mit Vorhangbogenfenster, im 2. Obergeschoss neben den Fenstern ornamentale Pflanzendarstellungen, Jugendstildekor, Dachbereich verändert, Giebel mit geschweiftem Rundbogenabschluss, Sockel mit rotem Klinker, Fenster erneuert, hofseitig aufwändiges Holzvorhäuschen im Eingangsbereich, ursprünglich im Erdgeschoss Sitz der Maumaterialienhandlung mit Kohleversandgeschäft Bernhard Apel, Sanierung 1998 | 09230151 |
| Direkt Bild zu diesem Denkmal hochladen | Mietshaus in geschlossener Bebauung | Dorotheenstraße 9 (Karte) | 1904                                         | ehemals mit Laden und Bäckerei, aufwändig gestalteter Putzbau, mittlerer Teil einer Dreierhausgruppe, von baugeschichtlichem und städtebaulichem Wert. Dreigeschossig, sechs Achsen, Lisenengliederung, im Erdgeschoss Betonsteine mit Bossenquaderung, mittig großes Schaufenster mit Korbbogenabschluss ursprünglich mit Ladentür, darüber großes Rundbogenfenster mit doppeltem Steinkreuz, sehr schöne originale zweiflügelige Haustür mit Glaseinsätzen und gesprosstem Oberlicht, Schlussstein mit weiblichem Kopf, über allen Tür- und Fensteröffnungen im Erdgeschoss solche Schlusssteine, Obergeschoss Glattputz, Fensterbrüstungen im 1. Obergeschoss mit eingestellten Balustern, Fenster dem Original entsprechend mit gesprossten Oberlichtern, reich gegliederte Fassade, mittiger Dacherker mit oberem Rundbogenabschluss, Denkmalwert: baugeschichtlicher und städtebaulicher Wert als Teil einer gleichartig gestalteten Straße, Sanierung 1998 | 09230152 |
| Direkt Bild zu diesem Denkmal hochladen | Mietshaus in halboffener Bebauung mit Vorgarten, Teil einer über Eck angeordneten Dreierhausgruppe (zugehörig Franz-Mehring-Straße 133, 135) | Dorotheenstraße 14 (Karte) | 1908                                         | aufwändig dekoriertes Gebäude in Klinkermischbauweise von baugeschichtlichem und städtebaulichem Wert als Teil eines gleichartig gestalteten Bauensembles. Dreigeschossig, fünf Achsen, Seitenrisalit viergeschossig, zwei Achsen, Erdgeschoss Bossenquaderung (Betonsteine), Obergeschoss roter Klinker bzw. weiß glasierte Ziegel mit grün glasierten Ziegelbändern dekoriert im Bereich des Seitenrisalites sowie weiterhin Betonzierelemente u. a. Löwenköpfe mit Blattwerk sowie wappenartigen Darstellungen mit Kammzugputz und mit verschiedenen abstrakten Ornamenten, am Kranzgesims Fries – Laufender Hund und Reliefs mit Blumendarstellungen, Sanierung 1997. | 09230154 |
| Direkt Bild zu diesem Denkmal hochladen | Mietshaus in offener Bebauung | Dorotheenstraße 17 (Karte) | 1904                                         | ursprünglich rechte Hälfte eines Doppelhauses (Kriegsverlust), schlichter Klinkerbau von städtebaulichem Wert. Fünf Achsen, dreigeschossig, Betonung der Mittelachse, rote Klinkerfassade mit Zierelementen und Fenstereinfassungen aus Betonwerkstein, strenge senkrechte Gliederung in Art von Lisenen zwischen allen Achsen und an den Gebäudekanten, Sanierung 2000. | 09230155 |
| Direkt Bild zu diesem Denkmal hochladen | Wohn- und Geschäftshaus | Dorotheenstraße 25 (Karte) | um 1933                                      | Wohnhaus und Sitz des Baugeschäftes Horst Pöhler, architektonisch anspruchsvoller Putzbau, typisches Beispiel aus der Zeit um 1930 in sehr gutem Originalzustand von baugeschichtlichem Wert. Dreigeschossig, auf quadratischem Grundriss, Sockel Theumaer Schiefer, Putzfassade, im 1. Obergeschoss in der Mitte kleiner Erker über segmentbogenförmigem Grundriss mit drei Fensterachsen, Walmdach, seitlich offener Eingangsvorbau mit Bögen von Theumaer Schiefer eingefasst, darüber Erker, originale Haustür erhalten, Fenster dem Original nachempfunden, an der Rückseite Treppenhausvorbau und originaler Balkon mit Holzgeländer, schlichter Heimatstilbau in gutem Originalzustand. | 09230156 |
| Direkt Bild zu diesem Denkmal hochladen | Wohn- und Verwaltungsgebäude der ehem. Zwickauer Warenvermittlungs Aktiengesellschaft in offener Bebauung | Dorotheenstraße 26 (Karte) | um 1912                                      | in den Obergeschossen Firmenwohnungen, breit gelagerter repräsentativer Putzbau mit aufwändigem Fassadendekor von baugeschichtlichem Wert. Dreigeschossig, zwei Seitenrisalite zu je drei Achsen, Mittelteil fünf Fensterachsen, Putznutung im Erdgeschoss, hier Rundbogen- bzw. Segmentbogenfenster ursprünglich mit feinversprossten Oberlichtern – nur noch teilweise erhalten, über den Fenstern an den Seitenrisaliten Putz-Stuck-Reliefs u. a. Darstellung des Hermes mit Hermesstab sowie Flora, beide flankiert von Putti, zwischen den Fenstern im 1. und 2. Obergeschoss florale Dekorationen: Füllhörner, dazwischen Wappenschild bezeichnet ZWA, Fenster hier mit scheitrechtem Bogen, heute alle erneuert, am Dach zwei zweiachsige Erker über den Seitenrisaliten, sowie zwei Schleppgauben – ebenfalls zweiachsig, im Erdgeschoss war die Verwaltung untergebracht, im 1. Obergeschoss wohnte der Backmeister der im Hintergebäude befindlichen, dazugehörigen Großbäckerei, im 2. Obergeschoss wohnten Hauptlagerist und Geschäftsführer. | 09230157 |
| Direkt Bild zu diesem Denkmal hochladen | Verwaltungsgebäude einer ehemaligen Automobilfabrik, heute Zollamtsgebäude | Dorotheenstraße 35 (Karte) | um 1920                                      | isoliert stehender, repräsentativer Putzbau von technikgeschichtlicher und ortsgeschichtlicher Bedeutung. An der Fassade veränderter dreigeschossiger Putzbau mit Mittelrisalit, original erhaltener Uhr, ansonsten Fassade stärker überformt und vereinfacht, rechteckiger Grundriss, Drempelgeschoss, flach gedeckt, horizontal gegliedert durch Gurt- und Kranzgesims sowie Putzband in Höhe des Fensterkämpfers im Erdgeschoss, im Erdgeschoss hohe Rechteckfenster, annähernd quadratisch, Mittelrisalit: mit Eingang, ursprünglich mit frei stehenden Säulen, heute verglast, schmale Treppenhausfenster und Toilettenfenster, Lisenengliederung, Bekrönt von Uhr, schlichter Zweckbau, wichtige Gestaltungselemente stellen das Wand-Öffnungs-Verhältnis, die Gruppierung der Fenster, die Vor- und Rücksprünge der Fassade sowie deren horizontale und vertikale Gliederung dar, sachliche Gestaltung unter Verzicht auf Putz-Stuck-Dekorationen, im Inneren Treppenhaus im Original erhalten, 1938 DKW Verteilerstelle Zwickau, ab 1940 Auto Union AG Wagenauslieferungswerk Zwickau, Sanierung 2004. | 09231420 |
| Direkt Bild zu diesem Denkmal hochladen | Mietshaus in halboffener Bebauung, Teil eines Doppelmietshauses (zugehörig Leipziger Straße 169) mit Vorgarten | Edmundstraße 1 (Karte) | 1907                                         | zeittypisches Gebäude in Klinkermischbauweise, von baugeschichtlichem und städtebaulichem Wert. Dieser Haustyp wurde in verschiedenen Variationen im gleichen Straßenzug mehrfach gebaut, er wurde vom gleichen Baumeister entworfen. Auch dieses Haus wird geprägt durch die Bossenquaderung im Erdgeschoss und als Erkereinfassung Betonsteine, gelbe Klinkerverblender und rot glasierten Ziegel im Obergeschoss sowie Fertigteilzierelementen unter den Fenstern zwischen 1. und 2. Obergeschoss, Sanierung 1997. | 09230281 |
| Direkt Bild zu diesem Denkmal hochladen | Mietshaus in halboffener Bebauung mit Vorgarten, Teil einer Dreierhausgruppe (zugehörig Leipziger Straße 171 und 173) | Edmundstraße 2 (Karte) | 1906                                         | zeittypischer Klinkerbau in gutem Originalzustand von baugeschichtlichem und städtebaulichem Wert. siehe Edmundstraße 4, 6 und 8, gleiche Gestaltung, sehr guter Originalzustand, Sanierung 1998. | 09230282 |
| Direkt Bild zu diesem Denkmal hochladen | Mietshaus in halboffener Bebauung mit Vorgarten, Teil einer Dreierhausgruppe (zugehörig Nr. 6 und 8) | Edmundstraße 4 (Karte) | 1905                                         | zeittypischer architektonisch aufwändig gestalteter Putzbau in Klinkermischbauweise von baugeschichtlichem und städtebaulichem Wert Gleiche Gestaltung wie Edmundstraße 6 und 8. | 09230283 |
| Direkt Bild zu diesem Denkmal hochladen | Mietshaus in geschlossener Bebauung, Teil einer Dreierhausgruppe (zugehörig Nr. 4 und 8) mit Vorgarten | Edmundstraße 6 (Karte) | 1906                                         | zeittypisches Gebäude in Klinkermischbauweise von baugeschichtlichem und städtebaulichem Wert. Aufwändig gestaltetes Gebäude, Teil einer Dreierhausgruppe – Mittelhaus, mit aufwändiger Türeinfassung und Gestaltung des Erdgeschosses, Betonstein-Bossenquader, gleiche Gestaltung wie die Nachbarhäuser jedoch Mittelrisalit, originale Haustür mit separatem rundem Oberlicht erhalten, über den Fenstern im Erdgeschoss in den Blendbögen Darstellung von Schwänen als Putz-Stuck-Dekorationen, in den Fensterbrüstungen des 1. Obergeschoss Pegasusdarstellungen, Sanierung 1995. | 09230284 |
| Direkt Bild zu diesem Denkmal hochladen | Mietshaus in halboffener Bebauung mit Vorgarten, Teil einer Dreierhausgruppe (zugehörig Nr. 4 und 6) | Edmundstraße 8 (Karte) | 1906                                         | zeittypisches Gebäude in Klinkermischbauweise von baugeschichtlichem und städtebaulichem Wert. Dreigeschossig bzw. Eckrisalit viergeschossig, im Erdgeschoss und als Einfassung des Eckrisalites Bossenquaderung aus gegossenen Betonwerksteinen, in den Obergeschossen weiß glasierte Ziegel im Bereich des Eckrisalites und rote Klinker an den restlichen Flächen, zeittypische Fenstereinfassungen mit Verdachung, die Ecke turmartig ausgebildet mit Flachdach und Balustradenkranz, Baluster in den Fensterbrüstungsfeldern im Erdgeschoss, vielfältige Fensterformen und -teilungen, Denkmalwert: baugeschichtlicher und städtebaulicher Wert, Sanierung 1998. | 09230285 |
| Weitere Bilder                          | Umspannwerk | Franz-Mehring-Straße (Karte) | um 1930                                      | Industriebau mit markanten Klinkerdekorationen von baugeschichtlichem, stadt- und industriegeschichtlichem Wert. Das ehemalige Umspannwerk Nord ist ein gegen Ende der 1920er Jahre errichtetes Funktionsgebäude der städtischen Stromversorgung, welches Anfang der 1990er Jahre vom Netz genommen und dessen technische Ausstattung in Folge entfernt wurde. Das Funktionsgebäude ist dabei zeittypisch in den sachlichen Grundformen des Neuen Bauens mit Stilanklängen an Expressionismus und Art Deco im Bauschmuck errichtet worden. Die Fassaden werden geprägt durch die Ausbildung kräftiger Lisenen mit verklinkerten Rücklagen, in deren Dekorfelder die Fenster eingebettet sind. Die Lisenenreihen sind eingespannt zwischen wenig gegliederte, nur an den Stirnseiten durchfensterte Kopfpartien, die dem Gebäude ein kräftiges, beinahe trutziges Aussehen verleihen. Die beiden Dachaufsätze, von denen nur einer tatsächliche Lüftungsfunktion erfüllt, während der andere aus Gründen der Symmetrie hinzugefügt worden ist, verstärken diesen Eindruck solider Kraft, der durchaus mit der technischen Funktion übereingeht. Die Qualität der Gestaltung entspricht dem repräsentativen Wert, den man zur Erbauungszeit voller Selbstbewusstsein den städtischen Infrastrukturbauten zuerkannt hat. Zugleich verweist das Gebäude auf den Ausbau des Stromnetzes, hervorgerufen durch den steigenden Energiebedarf der bedeutenden Industriestadt. Die Grundrissdisposition lässt trotz Entfernung der maschinellen und anlagentechnischen Ausstattung die ursprüngliche Funktion als Umspannwerk erkennen. Als technik- und stadtgeschichtlich relevantes Zeugnis städtischer Versorgung sowie aufgrund der baukünstlerischen Aussagefähigkeit für den Industriebau seiner Entstehungszeit besteht ein öffentliches Interesse am Erhalt. Die weitgehende Authentizität des Erscheinungsbildes und der inneren Disposition, die auch bei einer Umnutzung erhalten bleiben können, tragen zu diesem öffentlichen Interesse bei. (LfD/2012) Breit lagernder, zweigeschossiger Putzbau mit Lisenengliederung, zwischen jeder Fensterachse je eine Lisene in Putz, die Fensterbrüstungen und die Einfassung der Fenster wurden mit Klinkern belegt, die Fensterbrüstungen zwischen dem Erdgeschoss und dem Obergeschoss erhielten dekorative Klinkerverband (Kreuz, Andreaskreuz, Flechtwerk und Rhomben), Fensteröffnungen im 1. Obergeschoss vermutlich ursprünglich höher, Fenster und Türen erneuert, technische Ausstattung nicht mehr vorhanden. | 09231252 |
| Weitere Bilder                          | Plastik »Sängerknabe« | Franz-Mehring-Straße (Karte) | 1938                                         | Beispiel baubezogener Kunst der 1930er Jahre, von künstlerischer Bedeutung. Vermutlich von Edmund Schorisch, lebensgroße Plastik eines singenden und musizierenden Knaben auf Säule (evtl. Sandstein) und Fußplatte. | 09231816 |
| Weitere Bilder                          | Wohnhaus (mit zwei Eingängen) einer Wohnanlage, mit Vorgarten und Garagen als Zwischenbauten | Franz-Mehring-Straße 35; 37 (Karte) | 1936                                         | original erhaltener Putzbau, als typisches Beispiel der Architektur der 1930er Jahre von baugeschichtlicher und städtebaulicher Bedeutung. Beide Teile des Häuserblocks in einheitlicher Gestaltung, wobei die Eingangsbereiche unterschiedlich angeordnet wurden – bei Nummer 35 an der Hofseite, während bei der Nummer 37 der Eingang straßenseitig mittig angeordnet wurde mit einer Natursteineinfassung, die originale Haustür blieb erhalten, Fensteröffnungen mit schmalen scharrierten Werksteineinfassungen, ebenso Sohlbänke aus Werkstein, zwischen Erdgeschoss und 1. Obergeschoss schmales Fensterbankgesims, die Fenster wurden dem Original nachempfunden, auf der Hausrückseite befinden sich Balkone, die dem Original nachempfunden wurden Nummer 35 mit dreigeschossigem Erker in Fachwerkkonstruktion über polygonalem Grundriss, Brüstungsfelder der Fensteröffnungen am Erker mit Sgraffiti: Darstellung eines Schmiedes, eines HJ-Jungen und eines Sämanns, der Erker wird abgeschlossen von einem Pyramidenhelm, auf dem Dach regelmäßig angeordnet zweiachsige Schleppgauben, Dachdeckung mit Faserzementplatten anthrazitfarbig (dem Schiefer nachgebildet), ursprünglich Schieferdeckung. | 09231063 |
| Weitere Bilder                          | Wohnhaus (mit zwei Eingängen) einer Wohnanlage, mit Vorgarten | Franz-Mehring-Straße 39; 41 (Karte) | 1936                                         | original erhaltener Putzbau, als typisches Beispiel der Architektur der 1930er Jahre von baugeschichtlicher und städtebaulicher Bedeutung. Gleiche Gestaltung aber spiegelbildlich wie der Nachbarhäuserblock, am Erker Sgraffiti: Darstellung eines Maschinenbauers und eines Maurers, ursprünglich vorhanden gewesene Darstellung eines Bergmannes heute nicht mehr erhalten, Fensterbrüstungen zwischen 2. und 3. Obergeschoss des Erkers mit Innungszeichen versehen, hochrechteckige Fenster – vierteilig, jeder Flügel mit einer Mittelsprosse und einem fest stehenden Kämpfer in der Mitte. | 09231065 |
| Direkt Bild zu diesem Denkmal hochladen | Sachgesamtheit Wohnanlage Franz-Mehring-Straße mit folgenden Einzeldenkmalen: Häuserzeile mit sieben Eingängen und Bauplastik (Franz-Mehring-Straße 40, 42, 44, 46, 48, 50 und 52 sowie Schlachthofstraße 17 in Ecklage – siehe auch Obj. 09231251), Häuserzeile mit 8 Eingängen mit Zwischenbau (Franz-Mehring-Straße 51, 53, 55, 57 sowie Schlachthofstraße 15 in Ecklage – siehe auch Obj. 09302692, und Franz-Mehring-Straße 59, 61, 63 und 65 – siehe auch Obj. 09302690), Brunnen mit Brunnenplastik (Schlachthofstraße 15 – siehe auch Obj. 09302692) sowie Siedlungsgrün und Gedenkstein (in der Grünanlage Schlachthofstraße 17) als Sachgesamtheitsteile | Franz-Mehring-Straße 40; 42; 44; 46; 48; 50; 51; 52; 53; 55; 57; 59; 61; 63; 65 (Karte)                                                                     | 1930–1937                                    | Siedlungsgrün bestehend aus Grünflächen an den Gebäuden, Pyramiden-Pappel und Ahornreihe, städtebaulich markante Siedlung, von baugeschichtlichem und städtebaulichem Wert. Franz-Mehring-Straße 40, 42, 44, 46, 48, 50, 52: viergeschossige Putzbauten, jeweils in der Mitte Hauseingang, dieser betont durch Klinkereinfassung, ansonsten gedrungene Rechteckfenster in regelmäßiger Anordnung, mehrflügelige, sprossengeteilte Fenster mit Oberlichtern (Farbgebung ursprünglich in grün/weis), Walmdach, schlichte Gestaltung durch die Länge, städtebaulich prägend, an der Plastik Inschrift: „Was Du ererbt von Deinen Vätern, erwirb es, um es zu besitzen.“ Die Plastik stellt die Zwickauer Baumeister Emil und Ernst Rascher sowie den Sohn und späteren Baumeister Lothar Rascher dar (Vater, Sohn und Enkel), alle drei Figuren charakterisiert – die Eine durch den Krückstock des Großvaters, der Vater mit einer Bauzeichnung in den Händen und der Sohn mit einer Maurerkelle, Fassadenfarbgebung nicht ursprünglich – diese olivgrün mit porphyrfarbenen Fensterfaschen und Fensterbankgesims im 3. Obergeschoss, Treppenhausbereich in orange. Schlachthofstraße 17: Kopfbau der Häuserzeile, Hauseingang an der Hofseite, straßen- und giebelseitig jeweils mittig angeordnet risalitartiger Vorbau, diese ursprünglich mit orangefarbenem Putz und porphyrroten Eckquadern versehen, porphyrfarbene Fensterbankgesimse in allen Geschossen, in der giebelseitigen Grünanlage kleiner, mit Putten geschmückter Gedenkstein. Franz-Mehring-Straße 51, 53, 55, 57: viergeschossiger, breit gelagerter Putzbau, bildliche Darstellungen an der Fassade, Skifahrer, Weinlese, Landarbeiter mit Sense und grabender Landarbeiter an Nummer 51, Tierkreiszeichen Widder, Stier, Zwillinge und Krebs an Nummer 53, Löwe, Jungfrau, Waage, Skorpion an Nummer 55, Schütze, Steinbock, Wassermann und Fische an Nummer 57, alle Gebäude weisen eine ähnliche Gestaltung auf mit mittig angeordnetem Eingang – eingefasst durch dunkelroten Klinker, Sockelverkleidung ebenfalls dunkelroter Klinker, Treppenhausfenster mit Buntglasscheiben, Fenster erneuert (ursprüngliche Farbgebung in Weiß/Grün), Eingangstüren nur teilweise erhalten oder nachgebaut, Farbgebung heute nicht einheitlich, (siehe auch weitere Sachgesamtheitsteile Franz-Mehring-Str.), der Zwischenbau enthielt einen Gemeinschaftsraum für die Mieter, der zu verschiedenen Zwecken genutzt werden konnte. Schlachthofstraße 15: viergeschossiger Putzbau über L-förmigem Grundriss mit regelmäßig angeordneten Fenstern, drei Putzplatten mit bildlicher Darstellung an der Ostfassade, Sockel lasierte Ziegel, alle anderen Geschosse Putz mit Putznutung, Putzbändern und Putzquaderung als Eckbetonung, Balkone erneuert (nicht ursprünglich), Treppe mit Überdachung auf Säule, Haus als Eckhaus städtebaulich bedeutsam, vor Gebäude ehemaliger Brunnen mit Klinkereinfassung, in der Mitte Plastik auf Sockel aus Muschelkalk: Mutter mit Kind und sitzendem Hund, am Haus zwei Inschriften: giebelseitig „Reger Sinn und fleiß`ge Hand / bringen Segen in das Land“, eingangsseitig „Wo Fried + Einigkeit / regiert, / da wird das ganze Haus / geziert“. Franz-Mehring-Straße 59, 61, 63, 65: viergeschossiger, breit gelagerter Putzbau, bestehend aus vier einheitlich gestalteten Einzelgebäuden zu je vier Fensterachsen, mittig angeordnetem Treppenhaus und Hauseingang, der Hauseingang und der Sockel mit Klinker verkleidet, Putzfassade, Putzbänder, Fenster nur durch farbige Rahmung betont (ursprünglich mit schmalen, abgerundeten, umlaufenden Faschen versehen), Treppenhausfenster mit schlichter Putz-Stuck-Einfassung, diese mit Bleiglasfenstern, teilweise mit Glasmalerei (Darstellung des Handwerks) – bei Hausnummer 63 und 61 mit der Darstellung der olympischen Ringe (Bezug nehmend auf die Olympischen Spiele 1936), an der Giebelseite der Hausnummer 65 Inschrift „Erbaut 1936/1937“, Grünanlagen: die Häuser Franz-Mehring-Straße 51, 53, 55, 57, 59, 61, 63, 65 sowie Schlachthofstraße 15: besitzen kleine Vorgartenbereiche und Gärten hinter den Häusern, vor dem Zeilenbau Franz-Mehring-Straße 40, 42, 44, 46, 48, 50, 52 Baumreihe aus Spitz-Ahorn (Neupflanzung, auf historischen Abb. nachweisbar), markante Pyramiden-Pappel (Populus nigra 'Italica') als Landmarke an der Ecke Franz-Mehring-Straße/Schlachthofstraße (Flrst. 1680c), | 09305333 |
| Weitere Bilder                          | Einzeldenkmale der Sachgesamtheit Wohnanlage Franz-Mehring-Straße: Häuserzeile mit sieben Eingängen sowie Schlachthofstraße 17 in Ecklage (siehe Sachgesamtheit 09305333, gleiche Anschrift) | Franz-Mehring-Straße 40; 42; 44; 46; 48; 50; 52 (Karte) | 1930–1935                                    | städtebaulich markante Mehrfamilienhäuser mit Bauplastik an der Nummer 52 und vor der Schlachthofstraße 17, von baugeschichtlichem und städtebaulichem Wert. Franz-Mehring-Straße 40, 42, 44, 46, 48, 50, 52: viergeschossige Putzbauten, jeweils in der Mitte Hauseingang, dieser betont durch Klinkereinfassung, ansonsten gedrungene Rechteckfenster in regelmäßiger Anordnung, mehrflügelige, sprossengeteilte Fenster mit Oberlichtern (Farbgebung ursprünglich in grün/weis), Walmdach, schlichte Gestaltung durch die Länge, städtebaulich prägend, an der Plastik Inschrift: „Was Du ererbt von Deinen Vätern, erwirb es, um es zu besitzen.“ Die Plastik stellt die Zwickauer Baumeister Emil und Ernst Rascher sowie den Sohn und späteren Baumeister Lothar Rascher dar (Vater, Sohn und Enkel), alle drei Figuren charakterisiert – die Eine durch den Krückstock des Großvaters, der Vater mit einer Bauzeichnung in den Händen und der Sohn mit einer Maurerkelle, Fassadenfarbgebung nicht ursprünglich – diese olivgrün mit porphyrfarbenen Fensterfaschen und Fensterbankgesims im 3. Obergeschoss, Treppenhausbereich in Orange. Schlachthofstraße 17: Kopfbau der Häuserzeile, Hauseingang an der Hofseite, straßen- und giebelseitig jeweils mittig angeordnet risalitartiger Vorbau, diese ursprünglich mit orangefarbenem Putz und porphyrroten Eckquadern versehen, porphyrfarbene Fensterbankgesimse in allen Geschossen, in der giebelseitigen Grünanlage kleiner, mit Putten geschmückter Gedenkstein. | 09231251 |
| Weitere Bilder                          | Einzeldenkmale der Sachgesamtheit Wohnanlage Franz-Mehring-Straße: Häuserzeile mit 4 Eingängen und Zwischenbau (zur Franz-Mehring-Straße 59, 61, 63, 65) und Brunnen mit Brunnenplastik sowie Wohnhaus Schlachthofstraße 15 in Ecklage (siehe Sachgesamtheit 09305333, gleiche Anschrift) | Franz-Mehring-Straße 51; 53; 55; 57 (Karte) | 1934–1936                                    | zeittypische Putzbauten mit Klinkerdekoration bzw. Putz-Stuck-Dekorationen von baugeschichtlichem Wert. Franz-Mehring-Straße 51, 53, 55, 57: viergeschossiger, breit gelagerter Putzbau, bildliche Darstellungen an der Fassade, Skifahrer, Weinlese, Landarbeiter mit Sense und grabender Landarbeiter an Nummer 51, Tierkreiszeichen Widder, Stier, Zwillinge und Krebs an Nummer 53, Löwe, Jungfrau, Waage, Skorpion an Nummer 55, Schütze, Steinbock, Wassermann und Fische an Nummer 57, alle Gebäude weisen eine ähnliche Gestaltung auf mit mittig angeordnetem Eingang – eingefasst durch dunkelroten Klinker, Sockelverkleidung ebenfalls dunkelroter Klinker, Treppenhausfenster mit Buntglasscheiben, Fenster erneuert (ursprüngliche Farbgebung in Weiß/Grün), Eingangstüren nur teilweise erhalten oder nachgebaut, Farbgebung heute nicht einheitlich, (siehe auch weitere Sachgesamtheitsteile Franz-Mehring-Str.), der Zwischenbau enthielt einen Gemeinschaftsraum für die Mieter, der zu verschiedenen Zwecken genutzt werden konnte. Schlachthofstraße 15: viergeschossiger Putzbau über L-förmigem Grundriss mit regelmäßig angeordneten Fenstern, drei Putzplatten mit bildlicher Darstellung an der Ostfassade, Sockel lasierte Ziegel, alle anderen Geschosse Putz mit Putznutung, Putzbändern und Putzquaderung als Eckbetonung, Balkone erneuert (nicht ursprünglich), Treppe mit Überdachung auf Säule, Haus als Eckhaus städtebaulich bedeutsam, vor Gebäude ehemaliger Brunnen mit Klinkereinfassung, in der Mitte Plastik auf Sockel aus Muschelkalk: Mutter mit Kind und sitzendem Hund, am Haus zwei Inschriften: giebelseitig „Reger Sinn und fleiß`ge Hand / bringen Segen in das Land“, eingangsseitig „Wo Fried + Einigkeit / regiert, / da wird das ganze Haus / geziert“. | 09302692 |
| Weitere Bilder                          | Mietshaus in Ecklage in offener Bebauung | Franz-Mehring-Straße 58 (Karte) | 1926                                         | Wohnhaus und Kontor der Baumeister Ernst und Emil Rascher, von städtebaulicher und besonderer baugeschichtlicher Bedeutung. Dreigeschossiger Putzbau mit Edelputz in Porphyr und Grüntönen, auf U-förmigem Grundriss die Hofseite, im Innenhof halbrund vorspringender Treppenhausvorbau flankiert von Loggien mit Holzgeländer, im Erdgeschoss verglaste Wintergärten, die Fenster mit Sprossenteilung in Grünton und Weiß, über dem Eingang im Treppenhausvorbau Inschrift: „Bring Glück“. Straßenfassade: geprägt von drei zweigeschossigen Erkern ab 1. Obergeschoss auf dreieckigem Grundriss mit markanten Putz-Stuck-Dekorationen, farblich von der Fassade abgehoben durch Porphyrton, die Fassade im Grünton gehalten, Erdgeschoss porphyrfarbig, die Fenster im Erdgeschoss mit Rollläden und vorspringenden Sohlbänken auf Konsolsteinen, aufgeputztes Kranzgesims mit friesartig angeordneten Konsolen, dasselbe am Kranzgesims, Mansarddach und stehende Gauben, Putz-Stuck-Dekorationen am Erker – Darstellung der Tierkreiszeichen, seitlich markanter Eingang zum Büro mit der Inschrift: „Büro“ ebenfalls mit Stuckdekorationen, Darstellung Maurerhammer, Dreieck, Zange, Säge und Wasserwaage, über dem Eingang zwei Plastiken kniend, die eine ist die Darstellung eines Zimmermanns, die andere ist die Darstellung eines Maurers mit der für die damalige Zeit charakteristischen Berufsbekleidung. | 09231254 |
| Weitere Bilder                          | Einzeldenkmale der Sachgesamtheit Wohnanlage Franz-Mehring-Straße: Häuserzeile mit vier Eingängen (siehe Sachgesamtheit 09305333, gleiche Anschrift) | Franz-Mehring-Straße 59; 61; 63; 65 (Karte) | 1936–1937                                    | zeittypische Putzbauten mit Klinkerdekorationen bzw. Putz-Stuck-Dekorationen von baugeschichtlichem Wert. Viergeschossiger, breit gelagerter Putzbau, bestehend aus vier einheitlich gestalteten Einzelgebäuden zu je vier Fensterachsen, mittig angeordnetem Treppenhaus und Hauseingang, der Hauseingang und der Sockel mit Klinker verkleidet, Putzfassade, Putzbänder, Fenster nur durch farbige Rahmung betont (ursprünglich mit schmalen, abgerundeten, umlaufenden Faschen versehen), Treppenhausfenster mit schlichter Putz-Stuck-Einfassung, diese mit Bleiglasfenstern, teilweise mit Glasmalerei (Darstellung des Handwerks) – bei Hausnummer 63 und 61 mit der Darstellung der olympischen Ringe (Bezug nehmend auf die Olympischen Spiele 1936), an der Giebelseite der Hausnummer 65 Inschrift „Erbaut 1936/1937“. | 09302690 |
| Direkt Bild zu diesem Denkmal hochladen | Mietshaus in Ecklage in ehemals halboffener Bebauung | Franz-Mehring-Straße 60 (Karte) | 1911                                         | zeittypischer, städtebaulich markanter Putzbau von baugeschichtlichem Wert. Markantes Eckhaus mit zeittypischer Fassadengliederung in gutem Originalzustand, auf Grund der markanten Lage von städtebaulichem Wert. | 09231256 |
| Direkt Bild zu diesem Denkmal hochladen | Mietshaus in halboffener Bebauung, Teil eines Doppelmietshauses (siehe auch Nr. 64) | Franz-Mehring-Straße 62 (Karte) | 1913                                         | sehr schlichter Putzbau von städtebaulichem Wert. Ähnliche Gestaltung wie Nachbarhaus, sehr schlicht, annähernd dem Original nachempfunden sowohl in der Fenstergestaltung als auch in der Putzgliederung (eigentlich kein Denkmal), erkerartiger Vorbau mit segmentbogenförmig vorgewölbtem Erker über zwei Etagen. | 09231257 |
| Direkt Bild zu diesem Denkmal hochladen | Mietshaus in halboffener Bebauung, Teil eines Doppelmietshauses (siehe auch Nr. 62) | Franz-Mehring-Straße 64 (Karte) | 1913                                         | zeittypischer, sehr schlichter Putzbau von städtebaulichem Wert. Dreigeschossiger Putzbau mit dem Original nachempfundenen, sprossengeteilten Oberlichtfenstern, ansonsten ohne wesentliche Schmuckelemente, Lisenen, zurückhaltende Putz-Stuck-Dekorationen im Dachbereich verändert, dacherkerartiger Vorbau an der Ecke (eigentlich kein Denkmal). | 09231113 |
| Direkt Bild zu diesem Denkmal hochladen | Mietshaus in halboffener Bebauung, Hälfte eines Doppelmietshauses (zugehörig Alexanderstraße 11) | Franz-Mehring-Straße 66 (Karte) | bez. 1912                                    | sehr schlichter Putzbau in gutem Originalzustand von städtebaulichem Wert. Dreigeschossiger, siebenachsiger Bau mit in der Mitte angeordnetem zweigeschossigem einachsigem Erker, im Erdgeschoss bemerkenswert – dem Original nachempfundene Fenster mit sprossengeteilten Oberlichtern, ansonsten schmuckloser Putzbau mit einfacher Putz-Stuck-Dekoration, bezeichnet 1912, mehrachsiger Dacherker mit volutenartigem Abschluss mit Putz-Stuck-Dekorationen u. a. Puttos. | 09231258 |
| Direkt Bild zu diesem Denkmal hochladen | Mietshaus in geschlossener Bebauung, Hälfte eines Doppelmietshauses (siehe auch Alexanderstraße 12), mit Vorgarten | Franz-Mehring-Straße 68 (Karte) | 1926                                         | traditioneller Putzbau von städtebaulichem Wert. Zugehörig Alexanderstraße 12, viergeschossig, Mittelrisalit zweiachsig sonst insgesamr vierachsig, schlichter Putzbau im Erdgeschoss teilweise Klinker, originale Haustür und Fenster, Dachbereich ungestört erhalten, Beispiel der Bauzeit um 1930. | 09231817 |
| Direkt Bild zu diesem Denkmal hochladen | Sachgesamtheit: Wohnanlage mit Stadt- und Siedlungsgrün bestehend aus elf Wohnblöcken und umgebender Grünanlage (Gartendenkmal) | Franz-Mehring-Straße 70; 72; 74; 76; 78; 79; 80; 81; 82; 83; 84; 85; 86; 87; 88; 89; 90; 91; 93; 95; 97; 99; 101; 103; 105; 107; 109; 111; 113; 115 (Karte) | 1954                                         | geschlossen erhaltene Wohnanlage von baugeschichtlichem, stadtgeschichtlichem und städtebaulichem Wert (alle Teile sind Sachgesamtheitsteile). Barbarastraße 8: Block V. Dreigeschossiger Putzbau mit paarweise angeordneten Rechteckfenstern, zwei Fensterachsen betont durch Fenstereinfassungen bzw. französische Balkone mit Eisengeländern, Balkontüren mit waagerechter Verdachung bekrönt, Walmdach. Der Häuserblock ist Bestandteil der einheitlich gestalteten Wohnanlage entlang der Franz-Mehring-Straße zwischen Alexanderstraße und Dorotheenstraße. Diese wurde im Jahre 1954 durch das Entwurfsbüro für Hoch- und Industriebau Plauen entworfen und im Zwickauer Stadtteil Pölbitz errichtet. Die Fassaden sind geprägt durch einen zeittypischen Münchener Rauputz, glatt geputzte Faschen und Sockelplatten sowie Gewände im Erdgeschossbereich aus Muschelkalkkunststein. Sanierung 1999. Franz-Mehring-Straße 70 und 72: Bei dem Kulturdenkmal handelt es sich um einen viergeschossigen Häuserblock mit Ladeneinbauten. Er ist Bestandteil der einheitlich gestalteten Wohnanlage entlang der Franz-Mehring-Straße zwischen Alexanderstraße und Dorotheenstraße. Diese wurde im Jahre 1954 durch das Entwurfsbüro für Hoch- und Industriebau Plauen entworfen und im Zwickauer Stadtteil Pölbitz errichtet. Die Fassaden sind geprägt durch einen entstehungszeittypischen Münchener Rauputz, glatt geputzte Faschen, Sockelplatten sowie Gewände im Erdgeschossbereich aus Muschelkalkkunststein. Die Hauptbetonung der Fassaden bildet ein zweigeschossiger Erker mit je zwei gekoppelten Fenstern im 1. und 2. Obergeschoss. Die nördliche Gebäudeachse überspannt mit einer Arkade den Fußweg der Barbarastraße. Durch diese Einbeziehung des Gebäudes in den öffentlichen Verkehrsraum erhält es eine besondere städtebauliche Bedeutung. Franz-Mehring-Straße 74 und 76: Häuserblock mit Laden und Arkade, Block V, spiegelbildlich gestaltet zu Nummer 70, 72, viergeschossig mit regelmäßig angeordneten Rechteckfenstern, in der Nummer 74 im Erdgeschoss-Bereich Laden, seitlich Arkade, über dem Ladeneingang zweiachsiger, zweigeschossiger Erker auf rechteckigem Grundriss, am Eingangsbereich des Ladens originales zweiflügeliges Gitter sowie Reklameschild mit „KG“ für Konsumgenossenschaft, schmiedeeiserne Tafel mit Verzierungen, Walmdach, Die äußere rechte Gebäudeachse überspannt mit einer Arkade den Fußweg der Barbarastraße. Im Original erhalten gebliebene Laterne über dem östlichen Arkadenausgang. Franz-Mehring-Straße 79, 81: Block II, Gebäude teilweise U-förmig zueinander angeordnet bzw. parallel des Straßenzuges mit vorgelagerten Grünanlagen sowie mittig angeordneter Grünanlage, typische Beispiele des Wohnungsbaus der frühen 1950er-Jahre des 20. Jahrhunderts, in sehr gutem Originalzustand, mit charakteristischen, recht aufwändigen Fassadendekorationen, Block 79/81: viergeschossig, mit regelmäßig angeordneten Rechteckfenstern, Natursteinsockel, Türeinfassungen aus Muschelkalk mit geschweifter Verdachung, alle Fenster des Treppenhauses ebenfalls mit Muschelkalkeinfassungen, direkt über der Eingangstür mit waagerechter Verdachung, zwischen den Fenstern Sgraffitidekorationen (einfache Ornamente, teilweise Blattmotive), Fassade mit Madenputz. Franz-Mehring-Straße 78, 80, 82, 84: Block VI, breit gelagerter Häuserblock, viergeschossig, Hauseingänge der mittleren Häuser an der Straßenseite, die Hauseingänge der beiden seitlichen Häuser befinden sich an der Hausrückseite, in der Mitte des Häuserblockes in der 1. und 2. Etage kleine originale Balkone mit typischen Eisengeländernbrüstungen der 1950er-Jahre, in der Mitte der Brüstungen abstrahierte Blumendarstellungen, die Türen eingefasst mit Natursteineinfassungen und waagerechter Fensterverdachung, in den Brüstungsfeldern des Treppenhauses Sgraffito, neue Balkone beiderseits der Eingänge in der ursprünglichen Gestaltung, die beiden seitlichen Häuserblocks des dreiachsigen Mittelrisaliten – dort die Fensterbrüstungen ebenfalls mit Sgraffitos verziert, einfache Blumendarstellungen im Stil der 1950er-Jahre, auch dort die Fenster teilweise mit waagerechter Fensterverdachung und Natursteineinfassung, Walmdach, kleine Gauben mit Satteldächern. Franz-Mehring-Straße 83, 85, 87: mit den Blöcken Nummer 99, 101, 103 und 79/81 eine U-förmige Anlage bildend mit mittig angeordneter Grünanlage sowie Vorgärten, Block III (Nummer 83/85/87): breit gelagerter Putzbau mit regelmäßig angeordneten Rechteckfenstern, vier Geschosse, mittig Erker, darunter Hauseingang mit Arkaden, diese mit Natursteinverkleidung, ansonsten gleiche Gestaltung wie die Nachbargebäude. Franz-Mehring-Straße 86,88, 90: Block VII, breit gelagerter viergeschossiger Putzbau mit mittig angeordnetem Eingang der Hausnr. 88, mit Natursteinverblendung des Eingangsbereiches, schmale Drillings – Rechteckfenster im Treppenhaus, zwischen den Fenstern der einzelnen Etagen Sgraffiti (einfache zeittypische Ornamente), originale Haustür zweiflügelig mit Glaseinsätzen, ein wichtiges Gestaltungselement der Fassade bildet das Wandöffnungsverhältnis – die regelmäßige Anordnung der Rechteckfenster, die mit Werkstein bzw. durch aufgeputzte Fenstereinfassungen gerahmt werden, weiterhin beiderseits angeordnete einachsige Erker, deren Fensterbrüstungsfelder mit Sgraffitidekorationen versehen sind, kleine Dachhäuschen mit Satteldach, Walmdach. Franz-Mehring-Straße 89, 91, 93: Block A, gleiche Gestaltung wie die benachbarten Wohnblöcke, keine Sgraffiti. Bei dem Kulturdenkmal handelt es sich um den Block A, der aus drei viergeschossigen Wohnhäusern vom Typ 53/5 besteht. Er ist Bestandteil der einheitlich gestalteten Wohnanlage entlang der Franz-Mehring-Straße zwischen Alexanderstraße und Dorotheenstraße. Diese wurde im Rahmen des „Wohnungsbauprogramms für 1953“ durch das Kreisentwurfsbüro Karl-Marx-Stadt, Zweigstelle Zwickau entworfen und im Zwickauer Stadtteil Pölbitz errichtet. Die Fassaden sind geprägt durch einen entstehungszeittypischen Münchener Rauputz, glatt geputzte Fensterfaschen und Traufgesimse sowie Sockelplatten, Fenstergewände, Türgewände und Risalitverkleidungen aus Muschelkalkkunststein. Besonders erwähnenswert sind die beiden im Original erhalten gebliebenen Laternen an den Eingängen Nummer 91 und 93. Der Häuserblock ist eine symmetrische Anlage. Franz-Mehring-Straße 95, 97: Block B, viergeschossiger, breit gelagerter Putzbau mit zwei Eingängen, der eine Eingang mit Natursteineinfassung, der andere Eingang mit aufgeputzter Einfassung (?) und waagerechter Fensterverdachung, in dem Mittelteil der Fassade zwei Fenstererker im 1. Obergeschoss. Franz-Mehring-Straße 99, 101, 103: Block E, mit den Blöcken Nummer 83, 85, 87 und 79/81 eine U-förmige Anlage bildend mit mittig angeordneter Grünanlage sowie Vorgärten, breit gelagerter Putzbau mit regelmäßig angeordneten Rechteckfenstern, vier Geschosse, an der Nordseite rechts und links Erker, Hauseingang (Nummer 101) hier mittig, an der Südseite Hauseingänge (Nummer 99 und 103) seitlich angeordnet, diese mit Natursteinverkleidung, ansonsten gleiche Gestaltung wie die Nachbargebäude. Franz-Mehring-Straße 105, 107, 109, 111: Block D, ähnliche Gestaltung wie die Nachbarbebauung, Block mit vier Eingängen, aus vier Häusern bestehend, zwei Eingänge Hofseite, zwei Eingänge straßenseitig, mittig Balkone mit Eisengeländern, die beiden Seitenblocks mit dreiachsigem Seitenrisalit, dieser besonders betont durch die Einfassung der Fenster, waagerechte Fensterverdachung, ebenso an der Fassade Sgraffitidekorationen – schlichte stilisiert Blumendarstellungen. Franz-Mehring-Straße 113, 115: Block C, 4 geschossiger Putzbau über längsrechteckigem Grundriss regelmäßig angeordnete Rechteckfenster, Nummer 113: im 1. und 2. Obergeschoss je Fenstererker, originale Fenster und Haustür, Madenputz, neben Hauseingängen originale Lampen. | 09231262 |
| Direkt Bild zu diesem Denkmal hochladen | Mietshaus in Ecklage in geschlossener Bebauung, Teil einer Dreierhausgruppe (zugehörig Franz-Mehring-Straße 135 und Dorotheenstraße 14) | Franz-Mehring-Straße 133 (Karte) | um 1906                                      | zeittypischer Bau von städtebaulichem und baugeschichtlichem Wert. Fassade dekoriert mit bossierten Betonsteinen am Sockel, ebenso Bossenquader an den Ecken, die Ecke polygonal ausgebildet, ursprünglich mit Schaufenstern, heute zugesetzt. | 09231271 |
| Direkt Bild zu diesem Denkmal hochladen | Mietshaus in halboffener Bebauung mit Vorgarten und Einfriedung, Teil einer Dreierhausgruppe (zugehörig Franz-Mehring-Straße 133 und Dorotheenstraße 14) | Franz-Mehring-Straße 135 (Karte) | 1906                                         | zeittypischer Klinkerbau in gutem Originalzustand von städtebaulichem und baugeschichtlichem Wert. Dreigeschossig, roter Klinker bzw. weiß glasierte Ziegel, Seitenrisalit viergeschossig, zeittypische Fassadendekoration. | 09231272 |
| Direkt Bild zu diesem Denkmal hochladen | Drei Mietshäuser einer Häusergruppe mit offener Bebauung, mit Vorgarten und Einfriedung | Franz-Mehring-Straße 137; 139; 141 (Karte) | 1907                                         | singuläres Jugendstilgebäude von großem baugeschichtlichem und städtebaulichem Wert. Häuserblock, aus drei Einzelhäusern bestehend, der mittlere Teil mit Hauseingang, die Straßenfassade wird geprägt durch Loggien und mittig angeordneten Erkern, die mit türkis glasierten Ziegeln verblendet wurden und durch bossierte Eckquaderung eingefasst sind, die Fensterbrüstungen weisen eine ungewöhnliche Gestaltung auf, es handelt sich hierbei um massive Brüstungen mit ovalen Öffnungen, stilisierte Ornamente befinden sich sowohl an den Dacherkern als auch an den Balkonbrüstungen und den Stützen der Loggien, im Erdgeschoss im Sockelbereich Bossenquader, vermutlich Betonstein mit einer bossierten Oberfläche, originale Haustür, zweiflügelig mit gesprosstem Oberlicht, die Sprossen geschweift, Fenster nicht mehr original. | 09231273 |
| Weitere Bilder                          | Wohnblock mit drei Eingängen (siehe auch Freiligrathstraße 37 und 39) | Freiligrathstraße 39 (Karte) | 1930/1931                                    | sachlicher Putzbau in Anlehnung an die Moderne, von baugeschichtlicher Bedeutung. Viergeschossiger Bau, Teil einer Häusergruppe, in mehreren Bauschritten erbaut, mit gedrungenen Rechteckfenstern, mehrflügelig mit sprossengeteilten Flügeln und Walmdach, schlichte, einfache Gestaltung, von städtebaulichem Wert als Teil einer Häusergruppe gleicher Bauzeit. | 09247602 |
| Direkt Bild zu diesem Denkmal hochladen | Kontorgebäude, Werkstattgebäude, zweiter Maschinensaal/Produktionshalle, Pförtnergebäude, Firmenvilla und Einfriedung (Audistraße 7), Montagehalle (sog. Siemenshalle) (Audistraße 9), Produktionshallen (drei Hallen), Verwaltungsgebäude (Auditum/Verwaltungsturm), DKW-Band, Audiwerksneubau und Brückenbauwerk (Horchstraße 2) | Horchstraße 2 (Karte) | 1912–1913 (drei Fabrikhallen)                | geschlossen erhaltenes und einzigartiges Ensemble der Audi Automobil-Werke m.b.H., ab 1915 Audi Werke AG Zwickau danach Auto Union AG Werk Audi, später VEB Sachsenring Werk II, heute August Horch Museum Zwickau, von baugeschichtlicher, ortsgeschichtlicher, technikgeschichtlicher und personengeschichtlicher Bedeutung. Audistraße 7: Kontorgebäude: 1898, dreigeschossig, 8 × 2 Achsen, vierachsiger Mittelrisalit, Flachdachbinder, rote Klinkerfassade mit gelben Lisenen, Sturzbögen und Fensterbankgesimsen, Kranzgesims aus roten und gelben Klinkern als Zahnschnittfries ausgebildet, straßenseitig Attika, ursprünglich als Werbeträger genutzt, schmiedeeiserne Ziermaueranker, Segmentbogenfenster, vorbildgerecht erneuert, Eingangstür ebenso, im Bereich Mittelrisalit Erdgeschoss zwei große Fenster mit Stahlträgersturz, im Inneren Ausstattungen aus der Erbauungszeit erhalten, so z. B. zweiflügelige Windfangtür mit Schwingflügeln, feinversprossten Glaseinsätzen, feinversprossten großen Oberlichtbereich und ebensolchen fest stehenden Seitenteilen, Granittreppe mit Holzgeländer, originaler Fliesenboden im Hausflur, im Erdgeschoss historisches Audi-Sekretariat komplettiert durch geborgene Teile des Horch-Sekretariates aus dem abgebrochenen Verwaltungsgebäude in der Crimmitschauer Straße, im Obergeschoss ehemaliges Prokuristenzimmer mit Stuckkassettendecke, Holzpaneelen, Parkettboden, Originaltüren und Farbbefunden an Wand und Decke, Gebäude ursprünglich errichtet für den Holzwarenfabrikanten Robert Adolf Walther, 1909 von August Horch erworben um nach dem Weggang von den Horch-Werken eine neue Automobilfirma zu gründen. Werkstattgebäude: 1898, über die ganze Breite an der westlichen Traufseite an das Kontorgebäude anschließend, zweigeschossig, voll unterkellert, hallenartiger Stütze/Riegel/Bau, ansonsten gleiche Gestaltung wie Kontorgebäude. zweiter Maschinensaal/Produktionshalle: 1910, in nördlicher Richtung über die gesamte Breite an das Kontorgebäude und das Werkstattgebäude angebaut, Stahlbetonskelettbau mit roter Klinkerverkleidung, Grundfläche ca. 43 m × 35 m, Stützenraster ca. 7 m × 7 m, hochrechteckige feinversprosste Metallfenster, Flachdach mit sechs Oberlichtbändern. Villa: 1911, eingeschossiger Putzbau mit ausgebautem Dachgeschoss, verschiedene Fensterformate, Rechteck- und Korbbogenfenster, z. T aufgearbeitet, z. T. vorbildgerecht erneuert, teilweise auch mit Bleiverglasung, Mansarddach mit Schopf, Biberschwanzdoppeldeckung, straßenseitiger Balkon mit Holzgeländer, Eingang mit Überdachung, Freitreppe, eisernem Geländer und original erhaltener Hauseingangstür, diese mit Korbbogenabschluss und kleinem Glasausschnitt, als Firmenvilla ohne die sonst üblichen Besonderheiten einer Fabrikantenvilla dieser Zeit, da die Wirtschaftlichkeit oberste Priorität besaß, von personengeschichtlicher Bedeutung als Wohnhaus von August Horch, das er bis 1927 mit seiner Familie bewohnte, Einfriedung identisch mit der der Fabrikanlage (Terrazzosäulen und schmiedeeiserne Zaunfelder in später Jugendstilgestaltung), im Inneren vielfältige Ausstattung aus der Bauzeit erhalten, so z. B. Innentüren mit Beschlägen, Holztreppe mit Geländer, Wandvertäfelungen, Holzbalkendecken mit Einschüben, schablonierte Wandmalereien, Heizkörperverkleidungen, Wandfliesen mit Borte. Pförtnergebäude: 1924, eingeschossig, über quadratischem Grundriss, Ziegelrohbaufassade, flach geneigtes Zeltdach mit mittigem Schornstein, rechte Achse als überdachter Durchgang ausgebildet, Sanierung des gesamten Ensembles 2003/2004. Audistraße 9: Montagehalle (sogn. Siemenshalle): 1938–1939, im rechten Winkel mittig in östlicher Richtung an das Bauwerk DKW-Band angebaut, errichtet zur Herstellung von Exportfahrzeugen mit besonderen Anforderungen, bedingt durch die Kriegsvorbereitungen unter der Maßgabe größtmöglicher Eisenersparnis als dennoch anspruchsvoller Sparbau errichtet, zweigeschossig, voll unterkellert, Grundfläche 114 m × 26 m, frei tragendes Satteldach als Nagelbrettbinderkonstruktion, Kellergeschoss und Erdgeschoss Stahlbetonskelettbau, Obergeschoss Mauerwerk, Klinkerfassaden im Kreuzverband, große quadratische Fensteröffnungen, Fenster nicht vorbildgerecht erneuert, senkrechte Fensterbänder in den Treppenhäusern. Horchstraße 2: Hallenkomplex der ersten Erweiterung (drei Hallen): 1912–1913, Komplex von zwei größeren und einer kleineren Halle, eingeschossiger Massivbau mit Stahlstützen, voll unterkellert, Klinkerfassaden, Flachdächer mit Oberlichtbändern, große Rechteckfenster mit Feinversprossung, typisch dem Industriebau verpflichtet. Audi-Werksneubau: 1923–1924, riegelartiger Bau entlang der heutigen Hochstraße, den Hallen aus der ersten Erweiterung vorgelagert, eingeschossig, Fenster hochrechteckig mit Feinversprossung, zu Gruppen zusammengefasst, Flachdach mit Oberlichtbändern, 1935–1936?, mittig angeordnet markanter dreigeschossiger Verwaltungsturm, um drei Achsen aus dem Hallenriegel hervorstehend, 6 × 5 Achsen, aufwändig gestaltete Klinkerfassaden mit Lisenengliederung, Kranzgesims und großen, flach geneigten Dreiecksgiebeln in klarer kubischer Formensprache, Flächen in unterschiedlichen Zierverbänden ausgeführt, Flachdach, Fenster hochrechteckig und feinversprosst, nach oben hin kleiner werdend, DKW-Band: 1935–1936, Verlängerung des Hallenriegels in nördlicher Richtung zum Ausbau des Werkes für die Fliesbandfertigung, Gestaltung den bestehenden Gebäuden angepasst, Brückenbauwerk: 1938–1939, im Zusammenhang mit der Montagehalle als unmittelbare Verbindung dieser mit den Hallen der ersten Erweiterung errichtet, Stahlbetonbrückenkonstruktion mit ursprünglich zwei Durchfahrtsbögen, geschlossener massiver Überbau mit Klinkerverkleidung zur witterungsunabhängigen Überführung von Neufahrzeugen im Obergeschoss von einer Halle in die andere, waagerechte Fensterbänder in typischer Industrieverglasung. | 09231611 |
| Weitere Bilder                          | Wohnhaus in halboffener Bebauung | Kurt-Eisner-Straße 21a (Karte) | 1956/1957                                    | Teil einer nach 1950 erfolgten Neubebauung in der für diese Zeit typischen Gestaltungsart, von baugeschichtlichem und städtebaulichem Wert. Viergeschossige Lückenbebauung, acht Achsen, wobei jedes Fenster als gebundenes Fenster ausgebildet wurde, mittiger Hauseingang mit Sandsteineinfassung, über der Haustür Sandsteinrelief mit der Darstellung dreier Tauben, profiliertes Kranzgesims, die Fenster mit einer farbig gefassten Putznutung eingefasst, sehr solide architektonisch anspruchsvolle Gestaltung. | 09248108 |
| Weitere Bilder                          | Wohnblock in offener Bebauung (siehe auch Nr. 21a und 25, 27 und 29) | Kurt-Eisner-Straße 23; 23a (Karte) | 1954–1955                                    | typisches Beispiel der Nachkriegsbebauung, in sehr gutem Originalzustand, von baugeschichtlichem und städtebaulichem Wert. Breit gelagerter Wohnblock, Putzbau, über rechteckigem Grundriss, mit zwei Eingängen, diese mit waagerechter Verdachung auf profilierten, geschweiften Konsolsteinen, Hauseingänge mit Natursteineinfassungen, gekoppelte Rechteckfenster bzw. einzelne Rechteckfenster eingerahmt von einer farbig gefassten Putznutung, die Fensterbrüstungen der Treppenhausfenster mit Sgraffitodekorationen, einfachen ornamentalen Dekorationen, Walmdach, Schleppgauben, typische Gestaltungsweise der 1950er-Jahre, in sehr gutem Originalzustand. | 09230493 |
| Weitere Bilder                          | Wohnblock | Kurt-Eisner-Straße 25; 27; 29 (Karte) | 1954–1955                                    | Teil einer Häusergruppe in gleichartiger Gestaltung, von baugeschichtlichem und städtebaulichem Wert (siehe auch Kurt-Eisner-Str. 23, 23a u. 73). Ähnliche Gestaltung wie die Nummer 23 und 23a lediglich mit Mittelrisalit, der Hauseingang mit kannelierten Pfeilern, ebenfalls Walmdach, Schleppgauben, bei diesem Häuserblock die originalen Haustüren erhalten. | 09230495 |
| Weitere Bilder                          | Mietshaus in halboffener Bebauung, Teil eines Doppelmietshauses (siehe auch Nr. 37) | Kurt-Eisner-Straße 35 (Karte) | 1910                                         | sehr schlichter Putzbau von städtebaulichem Wert als Teil eines einheitlich gestalteten Straßenzuges. Dreigeschossiger, relativ schlichter Putzbau mit Putzquaderung im Erdgeschoss, nach den Vorgaben der Denkmalbehörde denkmalgerecht saniert mit sprossengeteilten Oberlichtern der Fenster und gelber Verglasung dieser Oberlichter, ansonsten sehr zurückhaltende Gestaltung, Dachliegefenster eingefügt. | 09230453 |
| Direkt Bild zu diesem Denkmal hochladen | Mietshaus in halboffener Bebauung, Teil eines Doppelmietshauses (siehe auch Nr. 35) | Kurt-Eisner-Straße 37 (Karte) | 1910                                         | schlichter zeittypischer Putzbau von städtebaulichem Wert. Gleiche Gestaltung wie die Nummer 35, sehr schlicht, im Dachbereich ebenfalls Dachliegefenster eingefügt, die Fenster vorbildgerecht erneuert mit sprossengeteilten Oberlichtern sowie Farbglaseinsätzen. | 09230454 |
| Weitere Bilder                          | Mietshaus in halboffener Bebauung | Kurt-Eisner-Straße 39 (Karte) | 1911                                         | als Teil eines zeitgleich entstandenen Straßenzuges von städtebaulichem sowie von baugeschichtlichem Wert. Qualitätvoller Putzbau, dreigeschossig, mit polygonalem Erker, mehrachsig, Fenster mit sprossengeteilten Oberlichtern, Eckerker mit genuteten Halbsäulen, der Erker gestützt von einem Adler mit weit geöffneten Schwingen sowie einfache Putz-Stuck-Dekorationen, Eckquaderungen mit bossierten Quadern sowie Zierfachwerk im Giebelbereich, aufwändige Dachgestaltung ursprünglich, nachträglich modernisiert und verändert. | 09230497 |
| Weitere Bilder                          | Schule mit angebauter Turnhalle, Einfriedung, Freiflächen und vorgelagerter Grünanlage | Leipziger Straße 107 (Karte) | 1898                                         | stadtgeschichtlich und baugeschichtlich wichtiges Ensemble in Klinkerbauweise. Ab 1904 IV. Bezirksschule, breit gelagerter Bau mit Seitenrisaliten, an denen sich die Hauseingänge befinden, viergeschossig, roter Klinker, Rechteckfenster mit Blendbögen, die Eingänge mit originalen Haustüren, über den Eingängen Schild mit Inschrift: „Mädchen“ bzw. „Knaben“ sowie waagerechter Verdachung, darüber vermutlich die Treppenhäuser mit Frontgiebel mit segmentbogenartigem Abschluss, originale Gauben mit Walmdächern und kleiner Kugel bekrönt, ansonsten das gesamte Dach Walmdach, in sehr gutem Originalzustand überliefertes Gebäude ohne wesentliche Veränderungen, an der Hofseite angebaut eingeschossiger Turnhallenbau mit Walmdach, roter Klinker, die Einfriedung Klinker bzw. Eisengitter, vorgelagert Grünanlage, nicht in der ursprünglichen Gestaltung aber wichtig als Abstandsfläche zur Straße und zur Wirkung des Gebäudes. | 09230568 |
| Direkt Bild zu diesem Denkmal hochladen | Hälfte eines Doppelmietshauses | Leipziger Straße 125 (Karte) | 1902                                         | mit Ladeneinbau, originaler Hauseingangstür und bemerkenswerter Jugendstilfassade (zugehörig Nummer 127), baugeschichtlich von Bedeutung. | 09230570 |
| Direkt Bild zu diesem Denkmal hochladen | Hälfte eines Doppelmietshauses mit Hintergebäude | Leipziger Straße 127 (Karte) | 1903                                         | zeittypisches Gebäude von baugeschichtlichem Wert. Eckerker, straßenseitigen Balkonen und bemerkenswerter Jugendstilfassade (zugehörig Nummer 125). | 09230571 |
| Direkt Bild zu diesem Denkmal hochladen | Mietshaus in halboffener Bebauung | Leipziger Straße 129 (Karte) | 1903                                         | mit Ladeneinbau, Teil einer Dreierhausgruppe (zugehörig Nummer 131 und Pölbitzer Straße Nummer 26) und Hintergebäude, baugeschichtlicher Wert. Jugendstilfassade | 09230572 |
| Direkt Bild zu diesem Denkmal hochladen | Mietshaus in geschlossener Bebauung | Leipziger Straße 131 (Karte) | 1903                                         | Teil einer Dreierhausgruppe (zugehörig Nummer 129 und Pölbitzer Straße Nummer 26), mit Ladeneinbau, baugeschichtlicher Wert. Jugendstilfassade | 09230573 |
| Weitere Bilder                          | Mietshaus in geschlossener Bebauung, Teil einer einheitlichen Häuserzeile (zugehörig Nr. 148, 150, 152, 154, 156, 158 und Nordplatz 19) | Leipziger Straße 146 (Karte) | 1927                                         | architektonisch und städtebaulich anspruchsvolles Ensemble in gutem Originalzustand. Die Gebäude sind von einem Architekten entworfen und in Erbpacht von unterschiedlichen Bauherren auf städtischem Grund errichtet worden, daher weisen die Gebäude eine einheitliche Gestaltung auf, es handelt sich hierbei um Gebäude in Klinkermischbauweise auf unregelmäßigem bzw. rechteckigem Grundriss, die Erdgeschosse sind verklinkert und teilweise auch Teile des Gebäudes bzw. die Fenster von Klinkern eingefasst, ansonsten ursprünglich Madenputz, die Gebäude werden bekrönt von Treppengiebeln, weiterhin gibt es Walm- bzw. Satteldächer und durchlaufende Fenster im Dachbereich. | 09230575 |
| Weitere Bilder                          | Mietshaus in geschlossener Bebauung, Teil eines einheitlich gestalteten Straßenzuges (zugehörig Nr. 146, 150, 152, 154, 156, 158 und Nordplatz 19) | Leipziger Straße 148 (Karte) | 1927                                         | architektonisch und städtebaulich anspruchsvolles Ensemble in gutem Originalzustand. Siehe auch Nummer 146, gleiche Gestaltung, mittlerer Teil der Häuserzeile, original erhaltene Haustür mit Glaseinsatz und diagonalen Sprossen. | 09230576 |
| Weitere Bilder                          | Mietshaus in geschlossener Bebauung, Teil einer einheitlich gestalteten Häuserzeile (zugehörig Nr. 146, 148, 152, 154, 156, 158 und Nordplatz 19) | Leipziger Straße 150 (Karte) | 1927                                         | architektonisch und städtebaulich anspruchsvolles Ensemble in gutem Originalzustand. Die Gebäude sind von einem Architekten entworfen und in Erbpacht von unterschiedlichen Bauherren auf städtischem Grund errichtet worden, daher weisen die Gebäude eine einheitliche Gestaltung auf, es handelt sich hierbei um Gebäude in Klinkermischbauweise auf unregelmäßigem bzw. rechteckigem Grundriss, die Erdgeschosse sind verklinkert und teilweise auch Teile des Gebäudes bzw. die Fenster von Klinkern eingefasst, ansonsten ursprünglich Madenputz, die Gebäude werden bekrönt von Treppengiebeln, weiterhin gibt es Walm- bzw. Satteldächer und durchlaufende Fenster im Dachbereich, siehe auch Nummer 146 – gleiche Gestaltung | 09230577 |
| Weitere Bilder                          | Mietshaus in geschlossener Bebauung, Teil einer einheitlich gestalteten Häuserzeile (zugehörig Nr. 146, 148, 150, 154, 156, 158 und Nordplatz 19) | Leipziger Straße 152 (Karte) | 1927                                         | architektonisch und städtebaulich anspruchsvolles Ensemble in gutem Originalzustand. Die Gebäude sind von einem Architekten entworfen und in Erbpacht von unterschiedlichen Bauherren auf städtischem Grund errichtet worden, daher weisen die Gebäude eine einheitliche Gestaltung auf, es handelt sich hierbei um Gebäude in Klinkermischbauweise auf unregelmäßigem bzw. rechteckigem Grundriss, die Erdgeschosse sind verklinkert und teilweise auch Teile des Gebäudes bzw. die Fenster von Klinkern eingefasst, ansonsten ursprünglich Madenputz, die Gebäude werden bekrönt von Treppengiebeln, weiterhin gibt es Walm- bzw. Satteldächer und durchlaufende Fenster im Dachbereich, siehe auch Nummer 146, 150 – gleiche Gestaltung. | 09230578 |
| Weitere Bilder                          | Mietshaus in geschlossener Bebauung, Teil einer einheitlich gestalteten Häuserzeile (zugehörig Nr. 146, 148, 150, 152, 156, 158 und Nordplatz 19) | Leipziger Straße 154 (Karte) | 1927                                         | architektonisch und städtebaulich anspruchsvolles Ensemble in gutem Originalzustand. Die Gebäude sind von einem Architekten entworfen und in Erbpacht von unterschiedlichen Bauherren auf städtischem Grund errichtet worden, daher weisen die Gebäude eine einheitliche Gestaltung auf, es handelt sich hierbei um Gebäude in Klinkermischbauweise auf unregelmäßigem bzw. rechteckigem Grundriss, die Erdgeschosse sind verklinkert und teilweise auch Teile des Gebäudes bzw. die Fenster von Klinkern eingefasst, ansonsten ursprünglich Madenputz, die Gebäude werden bekrönt von Treppengiebeln, weiterhin gibt es Walm- bzw. Satteldächer und durchlaufende Fenster im Dachbereich, siehe auch Nummer 146 – gleiche Gestaltung. | 09230579 |
| Weitere Bilder                          | Mietshaus in geschlossener Bebauung, Teil einer einheitlich gestalteten Häuserzeile (zugehörig Nr. 146, 148, 150, 152, 154, 158 und Nordplatz 19) | Leipziger Straße 156 (Karte) | 1927                                         | architektonisch und städtebaulich anspruchsvolles Ensemble in gutem Originalzustand. Die Gebäude sind von einem Architekten entworfen und in Erbpacht von unterschiedlichen Bauherren auf städtischem Grund errichtet worden, daher weisen die Gebäude eine einheitliche Gestaltung auf, es handelt sich hierbei um Gebäude in Klinkermischbauweise auf unregelmäßigem bzw. rechteckigem Grundriss, die Erdgeschosse sind verklinkert und teilweise auch Teile des Gebäudes bzw. die Fenster von Klinkern eingefasst, ansonsten ursprünglich Madenputz, die Gebäude werden bekrönt von Treppengiebeln, weiterhin gibt es Walm- bzw. Satteldächer und durchlaufende Fenster im Dachbereich, siehe auch Nummer 146 – gleiche Gestaltung, die Gebäude Nummer 146 und 156 bilden die Kopfbauten dieser Häuserzeile, die insgesamt als Einheit geplant wurde. | 09230580 |
| Weitere Bilder                          | Mietshaus in halboffener Bebauung, Teil einer einheitlich gestalteten Häuserzeile (zugehörig Leipziger Straße 146, 148, 150, 152, 154, 156 und Nordplatz 19) | Leipziger Straße 158 (Karte) | 1927                                         | architektonisch und städtebaulich anspruchsvolles Ensemble in gutem Originalzustand. Ähnliche Gestaltung wie die Nachbarbebauung, viergeschossig, Putzbau, teilweise saniert mit Laden im Erdgeschoss und Loggien, Walmdach. | 09230581 |
|                                         | Mietshaus in halboffener Bebauung, Teil eines Doppelmietshauses (siehe auch Nr. 167) | Leipziger Straße 165 (Karte) | 1905                                         | architektonisch anspruchsvolles Gebäude in Mischbauweise von städtebaulichem und baugeschichtlichem Wert. Dreigeschossig, gleiche Gestaltung wie das Nachbarhaus, Erdgeschoss aufgeputzte Bossenquaderung, beide Obergeschoss mit gelb glasierten Ziegeln verkleidet, unterschiedliche Fensterformate durch Steinstege getrennte Oberlichter, nachträglich verglaste Loggien bzw. im Erdgeschoss Wintergarten, Mansarddach, Gaube mit Zierfachwerk. | 09230584 |
| Direkt Bild zu diesem Denkmal hochladen | Mietshaus in halboffener Bebauung, Teil eines Doppelmietshauses (siehe auch Nr. 165) | Leipziger Straße 167 (Karte) | 1905                                         | architektonisch anspruchsvolles Gebäude in Mischbauweise von städtebaulichem und baugeschichtlichem Wert. Dreigeschossig, gleiche Gestaltung wie das Nachbarhaus, Erdgeschoss aufgeputzte Bossenquaderung, beide Obergeschoss mit gelb glasierten Ziegeln verkleidet, unterschiedliche Fensterformate, durch Steinstege getrennte Oberlichter, nachträglich verglaste Loggien bzw. im Erdgeschoss Wintergarten, Mansarddach, Gaube mit Zierfachwerk. | 09230585 |
| Direkt Bild zu diesem Denkmal hochladen | Mietshaus in Ecklage in halboffener Bebauung, Teil eines Doppelmietshauses (siehe auch Edmundstraße 1) | Leipziger Straße 169 (Karte) | 1907                                         | anspruchsvolles Mietshaus von hohem städtebaulichem und baugeschichtlichem Wert. Reich gegliedertes, dreigeschossiges Gebäude, im Erdgeschoss mit aufgeputzter Bossenquaderung, Obergeschosse mit roten und gelben glasierten Ziegeln verblendet, markanter Eckerker auf rechtwinkligem Grundriss über zwei Etagen, Mansarddach mit Schleppgauben, Putz-Stuck-Dekoration sowie Eckquaderung am Eckrisalit. | 09230586 |
| Direkt Bild zu diesem Denkmal hochladen | Mietshaus in Ecklage in halboffener Bebauung, Teil einer Dreierhausgruppe (siehe auch Edmundstraße 2 und Leipziger Straße 173) | Leipziger Straße 171 (Karte) | 1906                                         | zeittypisches Gebäude in Klinkermischbauweise von städtebaulichem Wert mit einfachen Jugendstildekorationen. Dreigeschossig, polygonale Eckausbildung mit Eckrisalit und Ladenbereich, aufgeputzte Bossenquaderung, die Obergeschosse und teilweise auch die Erdgeschosse mit Klinker bzw. gelb glasierten Ziegeln verblendet, zweigeschossiger Eckerker auf rechteckigem Grundriss, schlichte Putz-Stuck-Dekoration, Ecke viergeschossig mit turmartiger Überhöhung. | 09230587 |
| Direkt Bild zu diesem Denkmal hochladen | Mietshaus in halboffener Bebauung, Teil einer Dreierhausgruppe (siehe auch Edmundstraße 2 und Leipziger Straße 171) | Leipziger Straße 173 (Karte) | 1907                                         | zeittypisches Gebäude in Klinkermischbauweise von baugeschichtlicher und städtebaulicher Bedeutung. Gleiche Gestaltung wie Leipziger Straße 171, nur sehr schlicht. | 09230588 |
| Direkt Bild zu diesem Denkmal hochladen | Sachgesamtheit »Neue Welt« mit folgenden Einzeldenkmalen: Ballhaus (mit Ausstattung) und Brunnen im Park (siehe Obj. 09300860), östlich angrenzende Parkanlage (Gartendenkmal) sowie Gartenplastiken (Kopien) als Sachgesamtheitsteile | Leipziger Straße 182 (Karte) | 1902–1903                                    | Jugendstilballhaus mit dem größten Terrassensaal Westsachsens und originaler Jugendstilausstattung sowie Amorbrunnen, großzügige Parkanlage, von baukünstlerischer, gartenkünstlerischer, stadtgeschichtlicher und landschaftsgestaltender Bedeutung Restauratorische Befunduntersuchung Juni 1996 durch Diplomrestaurator Christian Siegel, August 1996 Ausmalung in der originalen Farbigkeit von 1903, originalgetreue Kopie des Kronleuchters 1976 in Böhmen angefertigt. Überwiegend zweigeschossiger, breit gelagerter Putzbau auf rechteckigem Grundriss mit verschiedenen, nicht denkmalgeschützten Anbauten, die Fassade noch im Stil der Gründerzeit mit Jugendstilelementen u. a. Putzbändern, Eckquaderungen, verschiedenen gebundenen Fenstern mit Dreieckgiebelverdachungen sowie Rundbogenfenster, das ehemalige Eingangsportal sowie der Schmuckgiebel im Jugendstil mit geschweiften Formen und Jugendstilinschrift: „1902–03 / Zwickaus. / Neue Welt.“ , Giebel von kleinen Obelisken im Segmentbogen bekrönt, teilweise Buntglasfenster, prunkvoller Saal mit einer umlaufenden Empore mit Balustrade und eingestellten Balustern, Kronleuchter u. a. mit Sonnenblumen als Lichtquellen, Die typische Jugendstilgestaltung des Saales zeigt sich sowohl in der Balustradenform, im Deckenstuck, dem Wandfries als auch in der Ausstattung. Im reinen Jugendstil gestaltete Karyatiden mit illuminierten Häuptern tragen die Saaldecke, zwei Rosenstöcke, deren Blüten zahlreiche Glühlampen aufnehmen, umrahmen die Bühne, selbst die Rosenblüten in den von Putten getragenen Blumenkörben, beiderseits der Bühne, leuchten. Zum Park liegt eine Diplomarbeit von Frau Staude aus den 1970er-Jahren vor. Im Park so genannter Amorbrunnen aus der Anlagezeit des Gartens. Hier handelt es sich um eine Brunnenanlage mit rechteckigem Wasserbecken, Betongussvase und Figurengruppe aus Zinkguss. Sie wurde im Jahre 1902 durch den bekannten Zwickauer Bildhauer Karl Rudolf Mosebach geschaffen. Die ca. 2 m hohe reich gegliederte Betongussvase ist eine sehr frühe Kunststeinplastik von erstaunlich hoher Qualität. Den Vasenfuß zieren vier Fische, die Plattform wird von vier wasserspeienden Schwänen getragen. Die obenauf gestellte Figurengruppe stellt einen Putto in Umarmung mit einem ebenfalls wasserspeienden Schwan dar. Der Amorbrunnen gehört zu den wenigen zurzeit bekannten und erhalten gebliebenen Werken des Zwickauer Künstlers. Plastik Nymphe nach Entwürfen von Karl Rudolf Mosebach, direkt am Muldendamm gelegene Anlage mit regelmäßiger Wegeführung, Bepflanzung teilweise aus der Anlagezeit des Gartens, Gartenarchitekt z. Z. nicht bekannt, Wiesenflächen mit Baum- und Buschgruppen eingefasst, gusseiserne Jugendstilkandelaber, am Parkeingang vier lebensgroße Betonplastiken – die Musen darstellend, ursprünglich ebenfalls von Mosebach, heute Kopien aus den 1970er Jahren. Faltblatt Park Neue Welt, hg. v. Stadtverwaltung Zwickau, Garten- und Friedhofsamt, nach 2003: „Der schöne Park liegt im Norden Zwickaus zwischen dem Konzert- und Ballhaus NEUE WELT und dem Überregionalen Fernradwegwanderweg ‚Zwickauer Mulde‘. Von Anfang an gab ihm Artenvielfalt ein besonderes Gepräge. Vor allem exotische Gehölze, Buntblattpflanzungen und Rosen, aber auch Brunnen und Figuren gehören untrennbar zum Park dazu. Im Laufe seines 100-jährigen Bestehens wurde der Park mehrfach erweitert und verändert. Er stellt heute eine gelungene Symbiose zwischen streng geometrischer Parkmitte und zwei thematischen Gartenteilen (Rosen-/Heidegarten) mit einem Rahmen im Stile eines Landschaftsparks dar.“ | 09230589 |
| Direkt Bild zu diesem Denkmal hochladen | Einzeldenkmale der Sachgesamtheit »Neue Welt«: Ballhaus (mit Ausstattung) und Brunnen (siehe auch Sachgesamtheitsdokument Obj. 09230589) | Leipziger Straße 182 (Karte) | 1902–1903                                    | Konzert- und Ballhausaal mit bemerkenswerter, weitestgehend original erhaltener Jugendstilausstattung, zur Bauzeit Sachsens größter Terrassensaal (Emporen terrassiert), einer der größten und am besten erhaltenen derartigen Bauten im Freistaat, baugeschichtlich und künstlerisch bedeutend, zudem in seiner Form singulär. Restauratorische Befunduntersuchung Juni 1996 durch Diplomrestaurator Christian Siegel, August 1996 Ausmalung in der originalen Farbigkeit von 1903, originalgetreue Kopie des Kronleuchters 1976 in Böhmen angefertigt. Überwiegend zweigeschossiger, breit gelagerter Putzbau auf rechteckigem Grundriss mit verschiedenen, nicht denkmalgeschützten Anbauten, die Fassade noch im Stil der Gründerzeit mit Jugendstilelementen u. a. Putzbändern, Eckquaderungen, verschiedenen gebundenen Fenstern mit Dreieckgiebelverdachungen sowie Rundbogenfenster, das ehem. Eingangsportal sowie der Schmuckgiebel im Jugendstil mit geschweiften Formen und Jugendstilinschrift: „1902–03 / Zwickau`s. / Neue Welt.“ Giebel von kleinen Obelisken im Segmentbogen bekrönt, teilweise Buntglasfenster, prunkvoller Saal mit einer umlaufenden Empore mit Balustrade und eingestellten Balustern, Kronleuchter u. a. mit Sonnenblumen als Lichtquellen, Die typische Jugendstilgestaltung des Saales zeigt sich sowohl in der Balustradenform, im Deckenstuck, dem Wandfries als auch in der Ausstattung. Im reinen Jugendstil gestaltete Karyatiden mit illuminierten Häuptern tragen die Saaldecke, zwei Rosenstöcke, deren Blüten zahlreiche Glühlampen aufnehmen, umrahmen die Bühne, selbst die Rosenblüten in den von Putten getragenen Blumenkörben, beiderseits der Bühne, leuchten. Zum Park liegt eine Diplomarbeit von Frau Staude (ehem. Geipel) aus den 1970er-Jahren vor. Im Park so genannter Amorbrunnen aus der Anlagezeit des Gartens. Hier handelt es sich um eine Brunnenanlage mit rechteckigem Wasserbecken, Betongussvase und Figurengruppe aus Zinkguss. Sie wurde im Jahre 1902 durch den bekannten Zwickauer Bildhauer Karl Rudolf Mosebach geschaffen. Die ca. zwei Meter hohe reich gegliederte Betongussvase ist eine sehr frühe Kunststeinplastik von erstaunlich hoher Qualität. Den Vasenfuß zieren vier Fische, die Plattform wird von vier wasserspeienden Schwänen getragen. Die obenauf gestellte Figurengruppe stellt einen Putto in Umarmung mit einem ebenfalls wasserspeienden Schwan dar. Der Amorbrunnen gehört zu den wenigen zurzeit bekannten und erhalten gebliebenen Werken des Zwickauer Künstlers. Plastik Nymphe nach Entwürfen von Karl Rudolf Mosebach, direkt am Muldendamm gelegene Anlage mit regelmäßiger Wegeführung, Bepflanzung teilweise aus der Anlagezeit des Gartens, Gartenarchitekt z. Z. nicht bekannt, Wiesenflächen mit Baum- und Buschgruppen eingefasst, gusseiserne Jugendstilkandelaber, am Parkeingang vier lebensgroße Betonplastiken – die Musen darstellend, ursprünglich ebenfalls von Mosebach. | 09300860 |
| Direkt Bild zu diesem Denkmal hochladen | Villa und Gartenhaus | Leipziger Straße 224 (Karte) | um 1900                                      | architektonisch anspruchsvoller Gründerzeitbau in sehr gutem Originalzustand von architekturhistorischer Bedeutung. Jetzt Altersheim, auf unregelmäßigem Grundriss, zweigeschossiger Klinkerbau mit Sandsteinerker und dreigeschossigem Turm mit Pyramidenhelm fortlaufend und Welscher Haube, Spitzgauben mit Pyramidenhelm, Fenster im Erdgeschoss mit waagerechten Fensterverdachungen, nachträglicher Anbau ohne Denkmalwert, dreigeschossiger Treppenturm, im Inneren vermutlich noch Stuckdecken, Sockel Grünstein-Polygonmauerwerk, im Sockelbereich noch Ziergitter aus der Erbauungszeit, die Fenster erneuert (zu DDR-Zeiten). | 09230590 |
| Weitere Bilder                          | Mietshaus in halboffener Bebauung in Ecklage, Teil einer einheitlich gestalteten Häuserzeile (zugehörig Leipziger Straße 146, 148, 150, 152, 154, 156, 158) | Nordplatz 19 (Karte) | 1927                                         | architektonisch und städtebaulich anspruchsvolles Ensemble in gutem Originalzustand. Die Gebäude sind von einem Architekten entworfen und in Erbpacht von unterschiedlichen Bauherren auf städtischem Grund errichtet worden, daher weisen die Gebäude eine einheitliche Gestaltung auf, es handelt sich hierbei um Gebäude in Klinkermischbauweise auf unregelmäßigem bzw. rechteckigem Grundriss, die Erdgeschosse sind verklinkert und teilweise auch Teile des Gebäudes bzw. die Fenster von Klinkern eingefasst, ansonsten ursprünglich Madenputz, die Gebäude werden bekrönt von Treppengiebeln, weiterhin gibt es Walm- bzw. Satteldächer und durchlaufende Fenster im Dachbereich, siehe auch Leipziger Straße 146. | 09230737 |
| Weitere Bilder                          | Ehemalige Fabrikantenvilla, spätere Hortnutzung | Pölbitzer Straße 3; 5 (Karte) | 1889                                         | sehr schlichter, zeittypischer Klinkerbau von historischer Bedeutung. Als Villa für die beiden Direktoren der Zwickauer Kammgarnspinnerei als Doppelvilla errichtet, später verschiedene Nutzungen, heute Schulhort, Erdgeschoss sowie zwei Obergeschoss, heute schlichter Klinkerbau, weiß überstrichen mit sparsamem Bauschmuck, Sockel Polygonmauerwerk, Traufbereich ornamentale Dekorationen, rechteckiger Grundriss, flach geneigtes Dach, beide Haushälften völlig identisch gestaltet. Seitlich veränderte Vorbauten. Im Inneren einige Türen, schlichte Stuckdecken und Parkettfußböden, Treppenbereich verändert, Haustüren und verzierte Eisenüberdachungen der Eingänge original erhalten. Denkmalwert: auf Grund des heute noch ablesbaren Zusammenhangs zur benachbarten Fabrik kommt der Doppelvilla vor allem eine stadtgeschichtliche Bedeutung zu, während der baugeschichtliche Wert auf Grund baulicher Vereinfachungen relativ gering ist. | 09248172 |
| Weitere Bilder                          | Einzeldenkmale in der Sachgesamtheit Städtischer Vieh- und Schlachthof: Ehemaliger Rinderstall sowie nachträglich angebautes Ausstechgebäude | Pölbitzer Straße 6 (Karte) | 1891–1893 (Rinderstall)                      | als Teil des Schlachthofes von stadt- und baugeschichtlichem Wert (siehe auch Sachgesamtheitsdokument Obj. 09300937). Ehemaliger Rinderstall mit Futterboden, gleichzeitig mit den anderen Hauptgebäuden des Schlachthofes in einem Zug gebaut in der gleichen Gestaltung, anderthalbgeschossig, am Kopfbau dieses Rinderstalles angebaut eingeschossig in rotem Klinker das Ausstechgebäude, die Gestaltung ist an die ursprünglichen Gebäude angepasst, Fassadengestaltung entlang der Pölbitzer Straße: eingeschossiges Gebäude mit Blendbögen, die Dachlandschaft sehr abwechslungsreich durch eine dichte Folge von Dacherkern mit weit vorkragenden Krüppelwalmdächern auf Holzstützkonstruktionen, über der Ausstechhalle original erhalten die Lüftung auf dem Dach, ebenfalls Krüppelwalmdach. | 09248106 |
| Direkt Bild zu diesem Denkmal hochladen | Sachgesamtheit Städtischer Vieh- und Schlachthof mit den Einzeldenkmalen: Ehemaliger Rinderstall und Ausstechgebäude (Pölbitzer Straße 6, Obj. 09248106), ehem. Rindermarkthalle (Pölbitzer Straße 8, Obj. 09248105), ehem. Sanitätsgebäude, Pferdeschlächterei und ehem. Notschlachtung (Pölbitzer Straße 12, 12a – Obj. 09248107), Verwaltungsgebäude und Kopfbau der ehem. Kleinviehmarkthalle (Schlachthofstraße 3, Obj. 09230918) und ehem. Gasthofsgebäude (Trabantstraße 7, Obj. 09230362), Pölbitzer Straße 10 ist Sachgesamtheitsteil | Pölbitzer Straße 6; 8; 10; 12; 12a (Karte) | 1891–1894                                    | von stadt- und baugeschichtlichem Wert. Ehemaliger Rinderstall: gleichzeitig mit den anderen Hauptgebäuden des Schlachthofes in einem Zug gebaut in der gleichen Gestaltung, anderthalbgeschossig, am Kopfbau dieses Rinderstalles angebaut eingeschossig in rotem Klinker das Ausstechgebäude, die Gestaltung ist an die ursprünglichen Gebäude angepasst, Fassadengestaltung entlang der Pölbitzer Straße: eingeschossiges Gebäude mit Blendbögen, die Dachlandschaft sehr abwechslungsreich durch eine dichte Folge von Dacherkern mit weit vorkragenden Krüppelwalmdächern auf Holzstützkonstruktionen, über der Ausstechhalle original erhalten die Lüftung auf dem Dach, ebenfalls Krüppelwalmdach Ehemalige Rindermarkthalle: zweigeschossiger Kopfbau mit anschließender, äußerlich modernisierter Halle, der Kopfbau in gleicher Gestaltung wie die anderen, ebenfalls roter Klinker mit grün glasierten Ziegeln dekoriert, verschiedenen Blendarkaden und Blendbögen, Krüppelwalmdach auf Holzstützen, Fenster teilweise original bzw. zugesetzt, anschließende Hallenkonstruktion mit durchgehender Verglasung mit den oberen Bereichen, Fensterbänder, im Inneren noch gusseiserne Säulen erhalten. Sanitätsgebäude: ursprünglich Dreiseitanlage mit Mauer zwischen den beiden Kopfbauten, so dass ein Innenhof entstand, heute zugebaut, Anlage baulich leicht überformt – vermutlich nach einem Bombenschaden und nach der Modernisierung nach Auflösung des Schlachthofes, aber noch wesentliche Teile des Gebäudes original erhalten, gleiche Gestaltung wie die anderen zum Schlachthof gehörenden Gebäude, eingeschossig mit Drempel, ursprüngliche Fensteröffnungen teilweise zugesetzt bzw. erweitert und verändert, roter Klinker mit grün glasierten Ziegeln dekoriert, weit vorkragende Krüppelwalmdächer auf Holzstützkonstruktionen, der eine Seitenflügel vereinfacht wieder aufgebaut mit Satteldach. Notschlachtung: breit gelagertes Gebäude, teilweise eingeschossig bzw. eingeschossig mit Drempel, gleiche Bauzeit und gleiche Gestaltung wie die anderen Gebäude, baulich leicht verändert, weit vorkragende Krüppelwalmdächer auf Holzstützkonstruktion, in der Bauzeichnung nicht enthalten aber vermutlich gleiche Bauzeit. Verwaltungsgebäude und Kopfbau der ehem. Kleinviehmarkthalle: Verwaltungsgebäude: zweigeschossiges bzw. dreigeschossiges Gebäude roter Klinker mit grün glasierten Ziegeln dekoriert (Läuferschichten bzw. ornamentale Dekorationen), Walmdach, Kopfbau der ehemaligen Kleinviehmarkthalle: breit gelagerter, zweigeschossiger Bau mit Seiten- und Mittelrisalit, roter Klinker, dekoriert mit grün glasierten Ziegeln, Walmdach, Fenster mit Segmentbogenabschluss, teilweise originale Fenster erhalten, heute leer stehend, ähnliche Gestaltung wie das Gasthofsgebäude, beide Bauten bildeten den Eingangsbereich des ehemaligen Schlachthofes, Dacherker mit Krüppelwalmdach und Holzstützen des Daches vorschauenden Fetten, Klinkerlisenen im Obergeschoss, die Einfriedung Klinkermauern bzw. schmiedeeiserner Gitterzaun, Satteldächer bzw. Krüppelwalmdächer. Ehemaliges Gasthofsgebäude: Teil des Schlachthofes, unverändert erhaltener Klinkerbau in sehr gutem Originalzustand, dreigeschossig, roter Klinker, Eingang seitlich mit Holzüberdachung und dort Krüppelwalmdach, ansonsten Walmdach, Dacherker mit Krüppelwalm bedeckt, Fassade dekoriert mit glasierten Ziegeln, Läuferschichten und ornamentalen Dekorationen, nachträglicher Anbau ohne Denkmalwert. | 09300937 |
| Weitere Bilder                          | Einzeldenkmal in der Sachgesamtheit Städtischer Vieh- und Schlachthof: Ehemalige Rindermarkthalle | Pölbitzer Straße 8 (Karte) | 1891–1893 (Rindermarkthalle)                 | als wichtiger Bestandteil des ehemaligen Schlachthofes von stadtgeschichtlichem sowie großem baugeschichtlichem Wert (siehe auch Sachgesamtheitsdokument Obj. 09300937). Zweigeschossiger Kopfbau mit anschließender, äußerlich modernisierter Halle, der Kopfbau in gleicher Gestaltung wie die anderen, ebenfalls roter Klinker mit grün glasierten Ziegeln dekoriert, verschiedenen Blendarkaden und Blendbögen, Krüppelwalmdach auf Holzstützen, Fenster teilweise original bzw. zugesetzt, anschließende Hallenkonstruktion mit durchgehender Verglasung mit den oberen Bereichen, Fensterbänder, im Inneren noch gusseiserne Säulen erhalten. | 09248105 |
| Weitere Bilder                          | Ehemalige Baumwollspinnerei mit angebautem Kontorgebäude | Pölbitzer Straße 9 (Karte) | 1896                                         | breit gelagerter, traditioneller Fabrikkomplex in Klinkerbauweise von baugeschichtlicher und ortsgeschichtlicher Bedeutung. Fabrikgebäude: breit gelagert mit zwei Seitenrisaliten, wobei der eine nachträgliche Erweiterung vermutlich darstellt, dreigeschossig mit großen typischen Fabrikfenstern, vorwiegend Segmentbogenfenster bzw. im dritten Geschoss Rechteckfenster, Gurtgesims mit Fries Laufender Hund, am Kranzgesims Konsolfries sowie Balustrade am Seitenrisalit, angebaut das Kontorgebäude, eingeschossig bzw. teilweise zweigeschossig, teilweise mit hölzerner Pforte und Uhr, Klinkerbauweise, gleiche Gestaltungselemente wie das Fabrikgebäude, Sockelpolygonmauerwerk Naturstein. Information von R. Uhlig, Erfassung Industriedenkmale 1994: Zentrum für Industrie- und Sozialgeschichte (Hinterhof vom Arbeitsamt) Kokoswebstuhl aus der letzten Kokosweberei in der Waldstraße sechs Bobinetwebstühle, Engl. 1886. | 09230826 |
| Weitere Bilder                          | Einzeldenkmale in der Sachgesamtheit Städtischer Vieh- und Schlachthof: Ehemalige Sanitäts- und Pferdeschlächterei (heute Gewerbegebäude) und ehemalige Notschlachtung | Pölbitzer Straße 12; 12a (Karte) | 1891–1893 (Sanitäts- und Pferdeschlächterei) | als Teil des ehemaligen Schlachthofes von stadtgeschichtlicher und baugeschichtlicher Bedeutung (siehe auch Sachgesamtheitsdokument Obj. 09300937). Sanitätsgebäude: ursprünglich Dreiseitanlage mit Mauer zwischen den beiden Kopfbauten, so dass ein Innenhof entstand, heute zugebaut, Anlage baulich leicht überformt – vermutlich nach einem Bombenschaden und nach der Modernisierung nach Auflösung des Schlachthofes, aber noch wesentliche Teile des Gebäudes original erhalten, gleiche Gestaltung wie die anderen zum Schlachthof gehörenden Gebäude, eingeschossig mit Drempel, ursprüngliche Fensteröffnungen teilweise zugesetzt bzw. erweitert und verändert, roter Klinker mit grün glasierten Ziegeln dekoriert, weit vorkragende Krüppelwalmdächer auf Holzstützkonstruktionen, der eine Seitenflügel vereinfacht wieder aufgebaut mit Satteldach. Notschlachtung: breit gelagertes Gebäude, teilweise eingeschossig bzw. eingeschossig mit Drempel, gleiche Bauzeit und gleiche Gestaltung wie die anderen Gebäude, baulich leicht verändert, weit vorkragende Krüppelwalmdächer auf Holzstützkonstruktion, in der Bauzeichnung nicht enthalten aber vermutlich gleiche Bauzeit. | 09248107 |
| Direkt Bild zu diesem Denkmal hochladen | Mietshaus in Ecklage in halboffener Bebauung, Teil einer Dreierhausgruppe (zugehörig Leipziger Straße Nr. 129 und 131) | Pölbitzer Straße 26 (Karte) | 1904                                         | sehr schlichter Putzbau, baulich vereinfacht, von städtebaulichem Wert. Dreigeschossiges Eckhaus mit gebrochener Ecke, einfache Putz-Stuck-Dekorationen in Dachbereichen, auch an der Fassade vermutlich stark vereinfacht, einfache Jugendstildekorationen u. a. Apfelbaumdarstellung am 1. Obergeschoss (eigentlich kein Denkmal). | 09230832 |
| Weitere Bilder                          | Einzeldenkmale in der Sachgesamtheit Städtischer Vieh- und Schlachthof: Verwaltungsgebäude mit Einfriedung sowie Kopfbau der ehemaligen Kleinviehmarkthalle | Schlachthofstraße 3 (Karte) | 1891–1894 (Verwaltung)                       | als wichtige Bestandteile des ehemaligen Schlachthofes von stadtgeschichtlicher sowie baugeschichtlicher Bedeutung (siehe auch Sachgesamtheitsdokument Obj. 09300937). Verwaltungsgebäude: zweigeschossiges bzw. dreigeschossiges Gebäude roter Klinker mit grün glasierten Ziegeln dekoriert (Läuferschichten bzw. ornamentale Dekorationen), Walmdach, Kopfbau der ehemaligen Kleinviehmarkthalle: breit gelagerter, zweigeschossiger Bau mit Seiten- und Mittelrisalit, roter Klinker, dekoriert mit grün glasierten Ziegeln, Walmdach, Fenster mit Segmentbogenabschluss, teilweise originale Fenster erhalten, heute leer stehend, ähnliche Gestaltung wie das Gasthofsgebäude, beide Bauten bildeten den Eingangsbereich des ehemaligen Schlachthofes, Dacherker mit Krüppelwalmdach und Holzstützen des Daches vorschauenden Fetten, Klinkerlisenen im Obergeschoss, die Einfriedung Klinkermauern bzw. schmiedeeiserner Gitterzaun, Satteldächer bzw. Krüppelwalmdächer. | 09230918 |
| Weitere Bilder                          | Straßenbahndepot mit Fahrzeughalle und Verwaltungsgebäude sowie Gothaer Straßenbahnzug und historischer Straßenbahntriebwagen Nr. 7 | Schlachthofstraße 12 (Karte) | 1925 (Fahrzeughalle)                         | verkehrshistorisch bedeutsame Anlage. Fahrzeughalle: langgestreckte Halle auf rechteckigem Grundriss mit Schettdachkonstruktion und expressionistischem Blendgiebel, die ursprünglichen Türen zur Fahrzeughalle heute verglast. Verwaltungsgebäude: dreigeschossig, auf rechteckigem Grundriss, gestaffelt mit dreieckig abschließenden Fensteröffnungen im 1. Obergeschoss, Flachdachkostruktionen ebenfalls expressionistische Formensprache, Gothaer Straßenbahnzug komplett erhalten. | 09230363 |
| Direkt Bild zu diesem Denkmal hochladen | Einzeldenkmale der Sachgesamtheit Wohnanlage Franz-Mehring-Straße: Häuserzeile mit 4 Eingängen und Zwischenbau (zur Franz-Mehring-Straße 59, 61, 63, 65) und Brunnen mit Brunnenplastik sowie Wohnhaus Schlachthofstraße 15 in Ecklage (siehe Sachgesamtheit 09305333, gleiche Anschrift) | Schlachthofstraße 15 (Karte) | 1934–1936                                    | zeittypische Putzbauten mit Klinkerdekoration bzw. Putz-Stuck-Dekorationen von baugeschichtlichem Wert. Franz-Mehring-Straße 51, 53, 55, 57: viergeschossiger, breit gelagerter Putzbau, bildliche Darstellungen an der Fassade, Skifahrer, Weinlese, Landarbeiter mit Sense und grabender Landarbeiter an Nummer 51, Tierkreiszeichen Widder, Stier, Zwillinge und Krebs an Nummer 53, Löwe, Jungfrau, Waage, Skorpion an Nummer 55, Schütze, Steinbock, Wassermann und Fische an Nummer 57, alle Gebäude weisen eine ähnliche Gestaltung auf mit mittig angeordnetem Eingang – eingefasst durch dunkelroten Klinker, Sockelverkleidung ebenfalls dunkelroter Klinker, Treppenhausfenster mit Buntglasscheiben, Fenster erneuert (ursprüngliche Farbgebung in Weiß/Grün), Eingangstüren nur teilweise erhalten oder nachgebaut, Farbgebung heute nicht einheitlich, (siehe auch weitere Sachgesamtheitsteile Franz-Mehring-Str.), der Zwischenbau enthielt einen Gemeinschaftsraum für die Mieter, der zu verschiedenen Zwecken genutzt werden konnte. Schlachthofstraße 15: viergeschossiger Putzbau über L-förmigem Grundriss mit regelmäßig angeordneten Fenstern, drei Putzplatten mit bildlicher Darstellung an der Ostfassade, Sockel lasierte Ziegel, alle anderen Geschosse Putz mit Putznutung, Putzbändern und Putzquaderung als Eckbetonung, Balkone erneuert (nicht ursprünglich), Treppe mit Überdachung auf Säule, Haus als Eckhaus städtebaulich bedeutsam, vor Gebäude ehemaliger Brunnen mit Klinkereinfassung, in der Mitte Plastik auf Sockel aus Muschelkalk: Mutter mit Kind und sitzendem Hund, am Haus zwei Inschriften: giebelseitig „Reger Sinn und fleiß`ge Hand / bringen Segen in das Land“, eingangsseitig „Wo Fried + Einigkeit / regiert, / da wird das ganze Haus / geziert“. | 09302692 |
| Direkt Bild zu diesem Denkmal hochladen | Einzeldenkmale der Sachgesamtheit Wohnanlage Franz-Mehring-Straße: Häuserzeile mit sieben Eingängen sowie Schlachthofstraße 17 in Ecklage (siehe Sachgesamtheit 09305333, gleiche Anschrift) | Schlachthofstraße 17 (Karte) | 1930–1935                                    | städtebaulich markante Mehrfamilienhäuser mit Bauplastik an der Nummer 52 und vor der Schlachthofstraße 17, von baugeschichtlichem und städtebaulichem Wert. Franz-Mehring-Straße 40, 42, 44, 46, 48, 50, 52: viergeschossige Putzbauten, jeweils in der Mitte Hauseingang, dieser betont durch Klinkereinfassung, ansonsten gedrungene Rechteckfenster in regelmäßiger Anordnung, mehrflügelige, sprossengeteilte Fenster mit Oberlichtern (Farbgebung ursprünglich in grün/weiß), Walmdach, schlichte Gestaltung durch die Länge, städtebaulich prägend, an der Plastik Inschrift: „Was Du ererbt von Deinen Vätern, erwirb es, um es zu besitzen.“ Die Plastik stellt die Zwickauer Baumeister Emil und Ernst Rascher sowie den Sohn und späteren Baumeister Lothar Rascher dar (Vater, Sohn und Enkel), alle drei Figuren charakterisiert – die Eine durch den Krückstock des Großvaters, der Vater mit einer Bauzeichnung in den Händen und der Sohn mit einer Maurerkelle, Fassadenfarbgebung nicht ursprünglich – diese olivgrün mit porphyrfarbenen Fensterfaschen und Fensterbankgesims im 3. Obergeschoss, Treppenhausbereich in Orange, Schlachthofstraße 17: Kopfbau der Häuserzeile, Hauseingang an der Hofseite, straßen- und giebelseitig jeweils mittig angeordnet risalitartiger Vorbau, diese ursprünglich mit orangefarbenem Putz und porphyrroten Eckquadern versehen, porphyrfarbene Fensterbankgesimse in allen Geschossen, in der giebelseitigen Grünanlage kleiner, mit Putten geschmückter Gedenkstein. | 09231251 |
| Weitere Bilder                          | Doppelmietshaus in offener Bebauung | Schlachthofstraße 19; 21 (Karte) | 1928–1929                                    | zeittypischer Putzbau von städtebaulichem und baugeschichtlichem Wert. Noch im Original erhaltenes viergeschossiges Doppelhaus mit der Farbfassung aus der Erbauungszeit, die Fassade ist olivgrün abgefärbt mit porphyrfarbenen Elementen wie Eckquaderungen, Fensterbankgesimsen, Rauten am Giebel Nummer 21 und Fenstereinfassungen, dazu mehrflügelige Fenster mit Oberlichtern gesprosst, risalitartige Vorsprünge, dreieckiger Giebel, originale Haustüren mit gekreuzter Sprossung sowie Bleiglasfenster im Treppenhaus und ornamentaler Dekoration, Holzloggien mit Holzgeländern an der Hofseite. | 09302693 |
| Direkt Bild zu diesem Denkmal hochladen | Einzeldenkmal in der Sachgesamtheit Städtischer Vieh- und Schlachthof: Ehemaliger Gasthof mit Einfriedung | Trabantstraße 7 (Karte) | 1891/1894                                    | als Teil des ehemaligen Schlachthofes von stadtgeschichtlicher sowie baugeschichtlicher Bedeutung (siehe auch Sachgesamtheitsdokument Obj. 09300937). Teil des Schlachthofes, unverändert erhaltener Klinkerbau in sehr gutem Originalzustand, dreigeschossig, roter Klinker, Eingang seitlich mit Holzüberdachung und dort Krüppelwalmdach, ansonsten Walmdach, Dacherker mit Krüppelwalm bedeckt, Fassade dekoriert mit glasierten Ziegeln, Läuferschichten und ornamentalen Dekorationen, nachträglicher Anbau ohne Denkmalwert. | 09230362 |
| Direkt Bild zu diesem Denkmal hochladen | Wohnstallhaus, Seitengebäude sowie Scheune (mit Sgraffito) eines Dreiseithofes | Wulmer Straße 1 (Karte) | 1774 Dendro                                  | Wohnstallhaus zeittypisches Fachwerkgebäude in gutem Originalzustand, Wirtschaftsbauten massiv, einer der wenigen noch erhaltenen Höfe in der Ortslage, von baugeschichtlicher, sozialgeschichtlicher und stadtgeschichtlicher Bedeutung. Wohnstallhaus: rechteckiger Grundriss, zweigeschossig, Erdgeschoss massiv – 1950 leicht verändert u. a. Fenster im Stubenbereich erweitert, ursprünglich Fachwerk auch im Erdgeschoss, Obergeschoss – Fachwerk, engstielig und strebenreich, Schwelle, Rähm sowie Füllungshölzer zwischen den Deckenbalken bilden eine Art Holzkranz, der das ganze Haus umfasst. Fenstergrößen im Original erhalten, 4 × 6 Fensterachsen, Krüppelwalmdach, liegender Dachstuhl. Seitengebäude: eineinhalbgeschossig, massiv, im Erdgeschoss Stall, im Obergeschoss Bergeraum, flach geneigtes Satteldach, liegender Dachstuhl, 1872. Scheune: eingeschossig, Massivbau, rechteckiger Grundriss, flach geneigtes Satteldach, zwei Bauabschnitte, hinterer Teil (7,50 m) ursprünglich Anbau von 1887 mit Keller, Milchkellre und Banse im UG, Obergeschoss Tenne, hier Keller und Teile des aufgehenden Mauerwerkes erhalten geblieben, vorderer Teil (16,90 m) nach Brand 1904 wieder aufgebaut, hier alter Keller erhalten, zwei Tennen und Banse, Dach 1904 komplett neu, doppelt stehender Dachstuhl, Fassade vereinheitlicht, im Obergeschoss Bergeraum, an der Giebelseite Sgraffito: Pflügender Bauer mit zwei Pferden sowie bergige Landschaft, um 1930. | 09231289 |